# Groot-Brittannië op de Olympische Zomerspelen 2024
Groot-Brittannië nam deel aan de Olympische Zomerspelen 2024 in Parijs, Frankrijk. Mark England werd aangesteld als chef de mission.

## Medailleoverzicht
| Medaille | Naam | Sport              | Onderdeel                    | Datum       |
| -------- | --- | ------------------ | ---------------------------- | ----------- |
| Goud     | Rosalind Canter Laura Collett Tom McEwen                                                                                          | Paardensport       | eventing team (x)            | 29 juli     |
| Goud     | Tom Pidcock | Mountainbiken      | cross-country (m)            | 29 juli     |
| Goud     | Nathan Hales | Schietsport        | Trap (m)                     | 30 juli     |
| Goud     | Matt Richards Duncan Scott Tom Dean James Guy Kieran Bird Jack McMillan                                                           | Zwemmen            | 4×200 meter vrije slag (m)   | 30 juli     |
| Goud     | Alex Yee | Triatlon           | triatlon (m)                 | 31 juli     |
| Goud     | Lauren Henry Hannah Scott Lola Anderson Georgie Brayshaw                                                                          | Roeien             | Dubbel-vier (v)              | 31 juli     |
| Goud     | Emily Craig Imogen Grant | Roeien             | Lichte dubbel-twee (v)       | 2 augustus  |
| Goud     | Bryony Page | Trampolinespringen | trampolinespringen (v)       | 2 augustus  |
| Goud     | Scott Brash Ben Maher Harry Charles                                                                                               | Paardensport       | springen team (x)            | 2 augustus  |
| Goud     | Morgan Bolding Sholto Carnegie Rory Gibbs Thomas Ford Jacob Dawson Charles Elwes Thomas Digby James Rudkin Harry Brightmore (s)   | Roeien             | Acht (m)                     | 3 augustus  |
| Goud     | Katy Marchant Sophie Capewell Emma Finucane                                                                                       | Baanwielrennen     | Teamsprint (v)               | 5 augustus  |
| Goud     | Keely Hodgkinson | Atletiek           | 800 meter (v)                | 5 augustus  |
| Goud     | Ellie Aldridge | Zeilen             | Formula Kite (v)             | 8 augustus  |
| Goud     | Toby Roberts | Klimsport          | Gecombineerd (m)             | 9 augustus  |
|          | |                    |                              |             |
| Zilver   | Anna Henderson | Wegwielrennen      | tijdrit (v)                  | 27 juli     |
| Zilver   | Adam Peaty | Zwemmen            | 100m schoolslag (m)          | 28 juli     |
| Zilver   | Tom Daley Noah Williams | Schoonspringen     | tienmetertoren synchroon (m) | 29 juli     |
| Zilver   | Adam Burgess | Kanovaren          | C-1 slalom (m)               | 29 juli     |
| Zilver   | Matt Richards | Zwemmen            | 200 meter vrije slag (m)     | 29 juli     |
| Zilver   | Kieran Reilly | BMX                | BMX freestyle (m)            | 31 juli     |
| Zilver   | Helen Glover Esme Booth Sam Redgrave Rebecca Shorten                                                                              | Roeien             | Vier-zonder (v)              | 1 augustus  |
| Zilver   | Ollie Wynne-Griffith Tom George                                                                                                   | Roeien             | Twee-zonder (m)              | 2 augustus  |
| Zilver   | Ben Proud | Zwemmen            | 50 meter vrije slag (m)      | 2 augustus  |
| Zilver   | Duncan Scott | Zwemmen            | 200 meter wisselslag (m)     | 2 augustus  |
| Zilver   | Amber Rutter | Schietsport        | Skeet (v)                    | 4 augustus  |
| Zilver   | Tommy Fleetwood | Golf               | Individueel (m)              | 4 augustus  |
| Zilver   | Joe Clarke | Kanovaren          | KX-1 (m)                     | 5 augustus  |
| Zilver   | Jack Carlin Ed Lowe Hamish Turnbull                                                                                               | Baanwielrennen     | Teamsprint (m)               | 6 augustus  |
| Zilver   | Josh Kerr | Atletiek           | 1500 meter (m)               | 6 augustus  |
| Zilver   | Matthew Hudson-Smith | Atletiek           | 400 meter (m)                | 7 augustus  |
| Zilver   | Daniel Bigham Ethan Hayter Charlie Tanfield Ethan Vernon Oliver Wood                                                              | Baanwielrennen     | Ploegachtervolging (m)       | 7 augustus  |
| Zilver   | Elinor Barker Neah Evans | Baanwielrennen     | Koppelkoers (v)              | 9 augustus  |
| Zilver   | Dina Asher-Smith Imani-Lara Lansiquot Amy Hunt Daryll Neita Bianca Williams Desiree Henry                                         | Atletiek           | 4x100 m (v)                  | 9 augustus  |
| Zilver   | Katarina Johnson-Thompson | Atletiek           | Zevenkamp (v)                | 9 augustus  |
| Zilver   | Kate Shortman Isabelle Thorpe | Synchroonzwemmen   | Duet (v)                     | 10 augustus |
| Zilver   | Caden Cunningham | Takwondo           | Zwaargewicht +80 (m)         | 10 augustus |
|          | |                    |                              |             |
| Brons    | Yasmin Harper Scarlett Mew Jensen                                                                                                 | Schoonspringen     | 3m plank synchroon (v)       | 27 juli     |
| Brons    | Kimberley Woods | Kanovaren          | K-1 slalom (v)               | 28 juli     |
| Brons    | Laura Collett | Paardensport       | eventing                     | 29 juli     |
| Brons    | Beth Potter | Triatlon           | triatlon (v)                 | 31 juli     |
| Brons    | Andrea Spendolini-Sirieix Lois Toulson                                                                                            | Schoonspringen     | tienmetertoren synchroon (v) | 31 juli     |
| Brons    | Becky Wilde Mathilda Hodgkins-Byrne                                                                                               | Roeien             | Dubbel-twee (v)              | 1 augustus  |
| Brons    | Oliver Wilkes David Ambler Matt Aldridge Freddie Davidson                                                                         | Roeien             | Vier-zonder (m)              | 1 augustus  |
| Brons    | Anthony Harding Jack Laugher | Schoonspringen     | 3 meter plank synchroon (m)  | 2 augustus  |
| Brons    | Annie Campbell-Orde Holly Dunford Emily Ford Lauren Irwin Heidi Long Rowan McKellar Eve Stewart Harriet Taylor Henry Fieldman (s) | Roeien             | Acht (v)                     | 3 augustus  |
| Brons    | Emma Wilson | Zeilen             | IQFoil (v)                   | 3 augustus  |
| Brons    | Becky Moody op Jagerbomb Carl Hester op Fame Charlotte Fry op Glamourdale                                                         | Dressuur           | Team (x)                     | 3 augustus  |
| Brons    | Jake Jarman | Turnen             | Vloer (m)                    | 3 augustus  |
| Brons    | Samuel Reardon Laviai Nielsen Alex Haydock-Wilson Amber Anning Nicole Yeargin                                                     | Atletiek           | 4x400 m (g)                  | 3 augustus  |
| Brons    | Charlotte Fry op Glamourdale | Dressuur           | Individueel (x)              | 4 augustus  |
| Brons    | Harry Hepworth | Gymnastiek         | Sprong (m)                   | 4 augustus  |
| Brons    | Alex Yee Georgia Taylor-Brown Samuel Dickinson Beth Potter                                                                        | Triatlon           | Estafette (x)                | 5 augustus  |
| Brons    | Kimberley Woods | Kanovaren          | KX-1 (v)                     | 5 augustus  |
| Brons    | Sky Brown | Skateboarden       | Park (v) 6 augustus          |             |
| Brons    | Lewis Richardson | Boksen             | Weltergewicht -71 kg (m)     | 6 augustus  |
| Brons    | Elinor Barker Josie Knight Anna Morris Jessica Roberts                                                                            | Baanwielrennen     | Ploegachtervolging (v)       | 7 augustus  |
| Brons    | Emma Finucane | Baanwielrennen     | Keirin (v)                   | 8 augustus  |
| Brons    | Jeremiah Azu Louie Hinchliffe Nethaneel Mitchell-Blake Zharnel Hughes Richard Kilty                                               | Atletiek           | 4x100 meter (m)              | 9 augustus  |
| Brons    | Jack Carlin | Baanwielrennen     | Sprint (m)                   | 9 augustus  |
| Brons    | Noah Williams | Schoonspringen     | tienmetertoren (m)           | 10 augustus |
| Brons    | Georgia Bell | Atletiek           | 1500 meter (v)               | 10 augustus |
| Brons    | Victoria Ohuruogu Laviai Nielsen Nicole Yeargin Amber Anning Yemi Mary John Hannah Kelly Jodie Williams Lina Nielsen              | Atletiek           | 4x400 meter (v)              | 10 augustus |
| Brons    | Alex Haydock-Wilson Matthew Hudson-Smith Lewis Davey Charlie Dobson Samuel Reardon Toby Harries                                   | Atletiek           | 4x400 meter (m)              | 10 augustus |
| Brons    | Emma Finucane | Baanwielrennen     | Sprint (v)                   | 11 augustus |
| Brons    | Emily Campbell | Gewichtheffen      | Superzwaar +81 kg (v)        | 11 augustus |

## Aantal deelnemers
Hieronder volgt een overzicht van de atleten die zich kwalificeerden voor de Olympische Zomerspelen van 2024.
| Sport            | Mannen | Vrouwen | Totaal |
| ---------------- | ------ | ------- | ------ |
| Atletiek         | 29     | 34      | 63     |
| Badminton        | 2      | 1       | 3      |
| Boksen           | 3      | 3       | 6      |
| Boogschieten     | 3      | 3       | 6      |
| Breakdance       | 2      | 0       | 2      |
| Gewichtheffen    | 0      | 1       | 1      |
| Golf             | 2      | 2       | 4      |
| Gymnastiek       | 6      | 7       | 13     |
| Hockey           | 16     | 16      | 32     |
| Judo             | 0      | 5       | 5      |
| Kanovaren        | 2      | 2       | 4      |
| Klimsport        | 2      | 2       | 4      |
| Moderne vijfkamp | 2      | 2       | 4      |
| Paardensport     | 4      | 5       | 9      |
| Roeien           | 20     | 22      | 42     |
| Rugby            | 0      | 12      | 12     |
| Schietsport      | 3      | 3       | 6      |
| Schoonspringen   | 6      | 5       | 11     |
| Skateboarden     | 1      | 2       | 3      |
| Synchroonzwemmen | 0      | 2       | 2      |
| Taekwondo        | 2      | 2       | 4      |
| Tafeltennis      | 1      | 1       | 2      |
| Tennis           | 6      | 2       | 8      |
| Triatlon         | 2      | 3       | 5      |
| Wielersport      | 15     | 15      | 30     |
| Zeilen           | 7      | 7       | 14     |
| Zwemmen          | 19     | 14      | 33     |
| Totaal           | 155    | 174     | 329    |

## Deelnemers en Resultaten

### Atletiek

#### Loopnummers
Mannen
| atleet                                                                                             | onderdeel         | voorronde | voorronde | series   | series | herkansingen   | herkansingen   | halve finale   | halve finale   | finale         | finale         |
| atleet                                                                                             | onderdeel         | tijd      | rang      | tijd     | rang   | tijd           | rang           | tijd           | rang           | tijd           | rang           |
| -------------------------------------------------------------------------------------------------- | ----------------- | --------- | --------- | -------- | ------ | -------------- | -------------- | -------------- | -------------- | -------------- | -------------- |
| Jeremiah Azu                                                                                       | 100 m             | bye       | bye       | DSQ      | DSQ    | n.v.t.         | n.v.t.         | niet geplaatst | niet geplaatst | niet geplaatst | niet geplaatst |
| Louie Hinchliffe                                                                                   | 100 m             | bye       | bye       | 9,98     | 1 Q    | n.v.t.         | n.v.t.         | 9,97           | 3              | niet geplaatst | niet geplaatst |
| Zharnel Hughes                                                                                     | 100 m             | bye       | bye       | 10,03    | 3 Q    | n.v.t.         | n.v.t.         | 10,01          | 6              | niet geplaatst | niet geplaatst |
| Zharnel Hughes                                                                                     | 200 m             | n.v.t.    | n.v.t.    | DNS      | DNS    | niet geplaatst | niet geplaatst | niet geplaatst | niet geplaatst | niet geplaatst | niet geplaatst |
| Charlie Dobson                                                                                     | 400 m             | n.v.t.    | n.v.t.    | 44,96    | 1 Q    | bye            | bye            | 44,48          | 4              | niet geplaatst | niet geplaatst |
| Matthew Hudson-Smith                                                                               | 400 m             | n.v.t.    | n.v.t.    | 44,78    | 1 Q    | bye            | bye            | 44,07          | 1 Q            | 43,44 ER       | Zilver         |
| Max Burgin                                                                                         | 800 m             | n.v.t.    | n.v.t.    | 1.45,36  | 3 Q    | bye            | bye            | 1.43,50        | 3 q            | 1.43,84        | 8              |
| Elliot Giles                                                                                       | 800 m             | n.v.t.    | n.v.t.    | 1.45,93  | 2 Q    | bye            | bye            | 1.45,46        | 5              | niet geplaatst | niet geplaatst |
| Ben Pattison                                                                                       | 800 m             | n.v.t.    | n.v.t.    | 1.45,56  | 1 Q    | bye            | bye            | 1.45,57        | 4              | niet geplaatst | niet geplaatst |
| Neil Gourley                                                                                       | 1500 m            | n.v.t.    | n.v.t.    | 3.37,18  | 5 Q    | bye            | bye            | 3.32,11        | 3 Q            | 3.30,88        | 10             |
| Josh Kerr                                                                                          | 1500 m            | n.v.t.    | n.v.t.    | 3.35,83  | 1 Q    | bye            | bye            | 3.32,46        | 2 Q            | 3.27,79 NR     | Zilver         |
| George Mills                                                                                       | 1500 m            | n.v.t.    | n.v.t.    | 3.35,99  | 10 H   | 3.33,56        | 3 Q            | 3.37,12        | 11             | niet geplaatst | niet geplaatst |
| George Mills                                                                                       | 5000m             | n.v.t.    | n.v.t.    | 14.37,08 | 18 qR  | n.v.t.         | n.v.t.         | n.v.t.         | n.v.t.         | 13.32,32       | 21             |
| Sam Atkin                                                                                          | 5000m             | n.v.t.    | n.v.t.    | 14.02,46 | 18     | n.v.t.         | n.v.t.         | n.v.t.         | n.v.t.         | niet geplaatst | niet geplaatst |
| Patrick Dever                                                                                      | 5000m             | n.v.t.    | n.v.t.    | 14.13,48 | 13     | n.v.t.         | n.v.t.         | n.v.t.         | n.v.t.         | niet geplaatst | niet geplaatst |
| Tade Ojora                                                                                         | 110 m horden      | n.v.t.    | n.v.t.    | 13,35    | 4 q    | bye            | bye            | 13,47          | 7              | niet geplaatst | niet geplaatst |
| Alastair Chalmers                                                                                  | 400 m horden      | n.v.t.    | n.v.t.    | 48,98    | 3 Q    | bye            | bye            | 56,52          | 8              | niet geplaatst | niet geplaatst |
| Emile Cairess                                                                                      | marathon          | n.v.t.    | n.v.t.    | n.v.t.   | n.v.t. | n.v.t.         | n.v.t.         | n.v.t.         | n.v.t.         | 2.07.29        | 4              |
| Mahamed Mahamed                                                                                    | marathon          | n.v.t.    | n.v.t.    | n.v.t.   | n.v.t. | n.v.t.         | n.v.t.         | n.v.t.         | n.v.t.         | 2.15.19        | 57             |
| Philip Sesemann                                                                                    | marathon          | n.v.t.    | n.v.t.    | n.v.t.   | n.v.t. | n.v.t.         | n.v.t.         | n.v.t.         | n.v.t.         | 2.13.08        | 46             |
| Callum Wilkinson                                                                                   | 20km snelwandelen | n.v.t.    | n.v.t.    | n.v.t.   | n.v.t. | n.v.t.         | n.v.t.         | n.v.t.         | n.v.t.         | 1.20.31        | 16             |
| Jeremiah Azu Louie Hinchliffe Zharnel Hughes Richard Kilty[a] Nethaneel Mitchell-Blake             | 4x100m            | n.v.t.    | n.v.t.    | 38,04    | 3 Q    | n.v.t.         | n.v.t.         | n.v.t.         | n.v.t.         | 37,61          | Brons          |
| Lewis Davey Charlie Dobson Toby Harries[a] Alex Haydock-Wilson Matthew Hudson-Smith Sam Reardon[a] | 4x400m            | n.v.t.    | n.v.t.    | 2.58,88  | 2 Q    | n.v.t.         | n.v.t.         | n.v.t.         | n.v.t.         | 2.55,83 ER     | Brons          |

Vrouwen
| atlete | onderdeel           | voorronde | voorronde | series     | series | herkansingen | herkansingen | halve finale | halve finale | finale         | finale         |
| atlete | onderdeel           | tijd      | rang      | tijd       | rang   | tijd         | rang         | tijd         | rang         | tijd           | rang           |
| --- | ------------------- | --------- | --------- | ---------- | ------ | ------------ | ------------ | ------------ | ------------ | -------------- | -------------- |
| Imani-Lara Lansiquot | 100 m               | bye       | bye       | 11,10      | 3 Q    | n.v.t.       | n.v.t.       | 11,21        | 5            | niet geplaatst | niet geplaatst |
| Dina Asher-Smith | 100 m               | bye       | bye       | 11,01      | 2 Q    | n.v.t.       | n.v.t.       | 11,10        | 5            | niet geplaatst | niet geplaatst |
| Dina Asher-Smith | 200 m               | n.v.t.    | n.v.t.    | 22,28      | 2 Q    | bye          | bye          | 22,31        | 2 Q          | 22,22          | 4              |
| Daryll Neita | 100 m               | bye       | bye       | 10,92      | 1 Q    | n.v.t.       | n.v.t.       | 10,97        | 2 Q          | 10,96          | 4              |
| Daryll Neita | 200 m               | n.v.t.    | n.v.t.    | 22,39      | 1 Q    | bye          | bye          | 22,24        | 2 Q          | 22,23          | 5              |
| Bianca Williams | 200 m               | n.v.t.    | n.v.t.    | 22,77      | 3 Q    | bye          | bye          | 22,58        | 4            | niet geplaatst | niet geplaatst |
| Amber Anning | 400 m               | n.v.t.    | n.v.t.    | 49,68      | 1 Q    | bye          | bye          | 49,47        | 2 Q          | 49,29 NR       | 5              |
| Laviai Nielsen | 400 m               | n.v.t.    | n.v.t.    | 50,36      | 2 Q    | bye          | bye          | 50,69        | 3            | niet geplaatst | niet geplaatst |
| Victoria Ohuruogu | 400 m               | n.v.t.    | n.v.t.    | 50,93      | 4 H    | 50,59        | 1 Q          | 51,14        | 5            | niet geplaatst | niet geplaatst |
| Phoebe Gill | 800 m               | n.v.t.    | n.v.t.    | 1.58,83    | 3 Q    | bye          | bye          | 1.58,47      | 4            | niet geplaatst | niet geplaatst |
| Keely Hodgkinson | 800 m               | n.v.t.    | n.v.t.    | 1.59,31    | 1 Q    | bye          | bye          | 1.56,86      | 1 Q          | 1.56,72        | Goud           |
| Jemma Reekie | 800 m               | n.v.t.    | n.v.t.    | 2.00,00    | 1 Q    | bye          | bye          | 1.58,01      | 5            | niet geplaatst | niet geplaatst |
| Georgia Bell | 1500 m              | n.v.t.    | n.v.t.    | 4.00,29    | 2 Q    | bye          | bye          | 3.59,49      | 2 Q          | 3.52,61 NR     | Brons          |
| Laura Muir | 1500 m              | n.v.t.    | n.v.t.    | 3.58,91    | 2 Q    | bye          | bye          | 3.59,83      | 4 Q          | 3.53,37        | 5              |
| Revée Walcott-Nolan | 1500 m              | n.v.t.    | n.v.t.    | 4.06,44    | 8 H    | 4.06,73      | 2 Q          | 3.58,08      | 9            | niet geplaatst | niet geplaatst |
| Megan Keith | 10000 m             | n.v.t.    | n.v.t.    | n.v.t.     | n.v.t. | n.v.t.       | n.v.t.       | n.v.t.       | n.v.t.       | 33.19,92       | 23             |
| Eilish McColgan | 10000 m             | n.v.t.    | n.v.t.    | n.v.t.     | n.v.t. | n.v.t.       | n.v.t.       | n.v.t.       | n.v.t.       | 31.20,51       | 15             |
| Cindy Sember | 100 m horden        | n.v.t.    | n.v.t.    | 12,72      | 2 Q    | bye          | bye          | DNF          | DNF          | niet geplaatst | niet geplaatst |
| Jessie Knight | 400 m horden        | n.v.t.    | n.v.t.    | 55,39      | 5 H    | 55,10        | 2 Q          | 54,90        | 6            | niet geplaatst | niet geplaatst |
| Lina Nielsen | 400 m horden        | n.v.t.    | n.v.t.    | 54,65      | 2 Q    | bye          | bye          | 1.22,23      | 8            | niet geplaatst | niet geplaatst |
| Elizabeth Bird | 3000 m steeplechase | n.v.t.    | n.v.t.    | 9.16,46    | 4 Q    | n.v.t.       | n.v.t.       | n.v.t.       | n.v.t.       | 9.04,35 NR     | 7              |
| Aimee Pratt | 3000 m steeplechase | n.v.t.    | n.v.t.    | 9.27,26    | 11     | n.v.t.       | n.v.t.       | n.v.t.       | n.v.t.       | niet geplaatst | niet geplaatst |
| Clara Evans | marathon            | n.v.t.    | n.v.t.    | n.v.t.     | n.v.t. | n.v.t.       | n.v.t.       | n.v.t.       | n.v.t.       | 2.33.01        | 46             |
| Rose Harvey | marathon            | n.v.t.    | n.v.t.    | n.v.t.     | n.v.t. | n.v.t.       | n.v.t.       | n.v.t.       | n.v.t.       | 2.51.03        | 78             |
| Calli Hauger-Thackerye | marathon            | n.v.t.    | n.v.t.    | n.v.t.     | n.v.t. | n.v.t.       | n.v.t.       | n.v.t.       | n.v.t.       | DNF            | DNF            |
| Dina Asher-Smith Desirèe Henry[a] Amy Hunt Imani-Lara Lansiquot Daryll Neita Bianca Williams[a]                                  | 4x100m              | n.v.t.    | n.v.t.    | 42,03      | 1 Q    | n.v.t.       | n.v.t.       | n.v.t.       | n.v.t.       | 41,85          | Zilver         |
| Amber Anning Yemi Mary John[a] Hannah Kelly[a] Laviai Nielsen Lina Nielsen[a] Victoria Ohuruogu Jodie Williams[a] Nicole Yeargin | 4x400m              | n.v.t.    | n.v.t.    | 3.24,72 SB | 2 Q    | n.v.t.       | n.v.t.       | n.v.t.       | n.v.t.       | 3.19,72 NR     | Brons          |

Gemengd
| atleet                                                                        | onderdeel | series  | series | kwartfinale | kwartfinale | halve finale | halve finale | finale     | finale |
| atleet                                                                        | onderdeel | tijd    | rang   | tijd        | rang        | tijd         | rang         | tijd       | rang   |
| ----------------------------------------------------------------------------- | --------- | ------- | ------ | ----------- | ----------- | ------------ | ------------ | ---------- | ------ |
| Sam Reardon Laviai Nielsen Alex Haydock-Wilson Amber Anning Nicole Yeargin[a] | 4x400m    | 3.10,61 | 1 Q    | n.v.t.      | n.v.t.      | n.v.t.       | n.v.t.       | 3.08,01 NR | Brons  |

[a] Liep niet mee in de finale

#### Technische nummers
Mannen
| atleet              | onderdeel    | kwalificaties | kwalificaties | finale         | finale         |
| atleet              | onderdeel    | afstand       | rang          | afstand        | rang           |
| ------------------- | ------------ | ------------- | ------------- | -------------- | -------------- |
| Lawrence Okoye      | discuswerpen | 61,17         | 24            | niet geplaatst | niet geplaatst |
| Nick Percy          | discuswerpen | 61,81         | 20            | niet geplaatst | niet geplaatst |
| Scott Lincoln       | kogelstoten  | 19,69         | 21            | niet geplaatst | niet geplaatst |
| Jacob Fincham-Dukes | verspringen  | 7,96          | 8 q           | 8,14           | 5              |

Vrouwen
| atlete         | onderdeel        | kwalificaties | kwalificaties | finale         | finale         |
| atlete         | onderdeel        | afstand       | rang          | afstand        | rang           |
| -------------- | ---------------- | ------------- | ------------- | -------------- | -------------- |
| Morgan Lake    | hoogspringen     | 1,88          | 15            | niet geplaatst | niet geplaatst |
| Holly Bradshaw | polsstokspringen | 4,20          | 29            | niet geplaatst | niet geplaatst |
| Molly Caudery  | polsstokspringen | NM            | NM            | niet geplaatst | niet geplaatst |

#### Meerkamp
| atlete                    | onderdeel | onderdeel | 100 h | hs   | ks    | 200 m | vs   | sw    | 800 m   | totaal | rang   |
| ------------------------- | --------- | --------- | ----- | ---- | ----- | ----- | ---- | ----- | ------- | ------ | ------ |
| Katarina Johnson-Thompson | zevenkamp | res.      | 13,40 | 1,92 | 14,44 | 23,44 | 6,40 | 45,49 | 2.04,90 | 6844   | Zilver |
| Katarina Johnson-Thompson | zevenkamp | pnt.      | 1065  | 1132 | 823   | 1035  | 975  | 773   | 1041    | 6844   | Zilver |
| Jade O'Dowda              | zevenkamp | res.      | 13,53 | 1,80 | 13,10 | 24,97 | 6,33 | 44,05 | 2.12,12 | 6280   | 10     |
| Jade O'Dowda              | zevenkamp | pnt.      | 1046  | 978  | 734   | 890   | 953  | 745   | 934     | 6280   | 10     |

### Badminton
Mannen
| atleet              | onderdeel  | groepsfase                       | groepsfase                         | groepsfase                   | groepsfase | kwartfinale          | halve finale         | finale / BM          | finale / BM    |
| atleet              | onderdeel  | tegenstander uitslag             | tegenstander uitslag               | tegenstander uitslag         | rang       | tegenstander uitslag | tegenstander uitslag | tegenstander uitslag | rang           |
| ------------------- | ---------- | -------------------------------- | ---------------------------------- | ---------------------------- | ---------- | -------------------- | -------------------- | -------------------- | -------------- |
| Ben Lane Sean Vendy | dubbelspel | Chia - Yik V 21-19, 16-21, 11-21 | Liang - Wang V 18-21, 21-13, 14-21 | Dong - Yakura W 21-14, 21-12 | 3          | niet geplaatst       | niet geplaatst       | niet geplaatst       | niet geplaatst |

Vrouwen
| atleet         | onderdeel | groepsfase              | groepsfase           | groepsfase           | groepsfase | eliminatie           | kwartfinale          | halve finale         | finale / BM          | finale / BM    |
| atleet         | onderdeel | tegenstander uitslag    | tegenstander uitslag | tegenstander uitslag | rang       | tegenstander uitslag | tegenstander uitslag | tegenstander uitslag | tegenstander uitslag | rang           |
| -------------- | --------- | ----------------------- | -------------------- | -------------------- | ---------- | -------------------- | -------------------- | -------------------- | -------------------- | -------------- |
| Kirsty Gilmour | enkelspel | Az Zahra W 21-13, 21-11 | He V 22-24, 8-21     | n.v.t.               | 2          | niet geplaatst       | niet geplaatst       | niet geplaatst       | niet geplaatst       | niet geplaatst |

### Boksen
Mannen
| atleet           | onderdeel           | eerste ronde         | tweede ronde         | kwartfinale          | halve finale         | finale               | rang           |
| atleet           | onderdeel           | tegenstander uitslag | tegenstander uitslag | tegenstander uitslag | tegenstander uitslag | tegenstander uitslag | rang           |
| ---------------- | ------------------- | -------------------- | -------------------- | -------------------- | -------------------- | -------------------- | -------------- |
| Lewis Richardson | licht weltergewicht | n.v.t.               | Abasov W 3 - 2       | Ishaish W 3 - 2      | Verde V 2 - 3        | niet geplaatst       | Brons          |
| Patrick Brown    | zwaargewicht        | n.v.t.               | Machado V 1 - 4      | niet geplaatst       | niet geplaatst       | niet geplaatst       | niet geplaatst |
| Delicious Orie   | superzwaargewicht   | n.v.t.               | Chaloyan V 2 - 3     | niet geplaatst       | niet geplaatst       | niet geplaatst       | niet geplaatst |

Vrouwen
| atlete          | onderdeel     | eerste ronde         | tweede ronde         | kwartfinale          | halve finale         | finale               | rang           |
| atlete          | onderdeel     | tegenstander uitslag | tegenstander uitslag | tegenstander uitslag | tegenstander uitslag | tegenstander uitslag | rang           |
| --------------- | ------------- | -------------------- | -------------------- | -------------------- | -------------------- | -------------------- | -------------- |
| Charley Davison | bantamgewicht | Akbaş V 2 - 3        | niet geplaatst       | niet geplaatst       | niet geplaatst       | niet geplaatst       | niet geplaatst |
| Rosie Eccles    | weltergewicht | Rygielska V 2 - 3    | niet geplaatst       | niet geplaatst       | niet geplaatst       | niet geplaatst       | niet geplaatst |
| Chantelle Reid  | middelgewicht | n.v.t.               | El-Mardi V 2 - 3     | niet geplaatst       | niet geplaatst       | niet geplaatst       | niet geplaatst |

### Boogschieten
Mannen
| atleet                        | onderdeel   | plaatsingsronde | plaatsingsronde | eerste ronde         | tweede ronde         | derde ronde            | kwartfinale          | halve finale         | finale / BM          | finale / BM    |
| atleet                        | onderdeel   | score           | rang            | tegenstander uitslag | tegenstander uitslag | tegenstander uitslag   | tegenstander uitslag | tegenstander uitslag | tegenstander uitslag | rang           |
| ----------------------------- | ----------- | --------------- | --------------- | -------------------- | -------------------- | ---------------------- | -------------------- | -------------------- | -------------------- | -------------- |
| Conor Hall                    | individueel | 652             | 46              | Valladont W 6 - 4    | T. Hall V 5 - 6      | niet geplaatst         | niet geplaatst       | niet geplaatst       | niet geplaatst       | niet geplaatst |
| Tom Hall                      | individueel | 645             | 51              | Rai W 6 - 4          | C. Hall W 6 - 5      | Unruh V 3 - 7          | niet geplaatst       | niet geplaatst       | niet geplaatst       | niet geplaatst |
| Alex Wise                     | individueel | 664             | 27              | Li Z W 6 - 4         | Addis V 3 - 7        | niet geplaatst         | niet geplaatst       | niet geplaatst       | niet geplaatst       | niet geplaatst |
| Conor Hall Tom Hall Alex Wise | team        | 1961            | 12              | n.v.t.               | n.v.t.               | Chinees Taipei V 0 - 6 | niet geplaatst       | niet geplaatst       | niet geplaatst       | niet geplaatst |

Vrouwen
| atleet                                  | onderdeel   | plaatsingsronde | plaatsingsronde | eerste ronde         | tweede ronde         | derde ronde          | kwartfinale          | halve finale         | finale / BM          | finale / BM    |                |
| atleet                                  | onderdeel   | score           | rang            | tegenstander uitslag | tegenstander uitslag | tegenstander uitslag | tegenstander uitslag | tegenstander uitslag | tegenstander uitslag | rang           |                |
| --------------------------------------- | ----------- | --------------- | --------------- | -------------------- | -------------------- | -------------------- | -------------------- | -------------------- | -------------------- | -------------- | -------------- |
| Megan Havers                            | individueel | 635             | 49              | Canales W 6 - 0      | Cordeau W 6 - 5      | Lim S-h V 1 - 7      | niet geplaatst       | niet geplaatst       | niet geplaatst       | niet geplaatst |                |
| Penny Healey                            | individueel | 631             | 52              | Jeon H-y V 2 - 6     | niet geplaatst       | niet geplaatst       | niet geplaatst       | niet geplaatst       | niet geplaatst       | niet geplaatst |                |
| Bryony Pitman                           | individueel | 646             | 41              | Ruiz W 6 - 2         | Li J V 0 - 6         | niet geplaatst       | niet geplaatst       | niet geplaatst       | niet geplaatst       | niet geplaatst |                |
| Megan Havers Penny Healey Bryony Pitman | team        | 1912            | 11              | n.v.t.               | n.v.t.               | Duitsland V 0 - 6    | niet geplaatst       | niet geplaatst       | niet geplaatst       | niet geplaatst | niet geplaatst |

Gemengd
| atleet                  | onderdeel | plaatsingsronde | plaatsingsronde | eerste ronde         | kwartfinale          | halve finale         | finale / BM          | finale / BM    |
| atleet                  | onderdeel | score           | rang            | tegenstander uitslag | tegenstander uitslag | tegenstander uitslag | tegenstander uitslag | rang           |
| ----------------------- | --------- | --------------- | --------------- | -------------------- | -------------------- | -------------------- | -------------------- | -------------- |
| Bryony Pitman Alex Wise | team      | 1310            | 19              | niet geplaatst       | niet geplaatst       | niet geplaatst       | niet geplaatst       | niet geplaatst |

### Gewichtheffen
Vrouwen
| atlete         | onderdeel | trekken | trekken | stoten | stoten | totaal | rang  |
| atlete         | onderdeel | score   | rang    | score  | rang   | totaal | rang  |
| -------------- | --------- | ------- | ------- | ------ | ------ | ------ | ----- |
| Emily Campbell | -81 kg    | 126     | 3       | 162    | 3      | 288    | Brons |

### Golf
| atleet           | onderdeel | eerste ronde | tweede ronde | derde ronde | vierde ronde  | totaal | totaal | totaal |
| atleet           | onderdeel | score        | score        | score       | score         | score  | par    | rang   |
| ---------------- | --------- | ------------ | ------------ | ----------- | ------------- | ------ | ------ | ------ |
| Matt Fitzpatrick | mannen    | 73           | 64           | 81          | terugtrekking | DNF    | DNF    | DNF    |
| Tommy Fleetwood  | mannen    | 67           | 64           | 69          | 66            | 266    | -18    | Zilver |
| Georgia Hall     | vrouwen   | 74           | 74           | 71          | 74            | 293    | +5     | T36    |
| Charley Hull     | vrouwen   | 81           | 71           | 69          | 68            | 289    | +1     | T27    |

### Gymnastiek

#### Turnen
Mannen
| atleet          | onderdeel | kwalificatie | kwalificatie | kwalificatie | kwalificatie | kwalificatie | kwalificatie | kwalificatie | kwalificatie | finale  | finale  | finale  | finale  | finale  | finale  | finale  | finale  |
| atleet          | onderdeel | toestel      | toestel      | toestel      | toestel      | toestel      | toestel      | totaal       | positie      | toestel | toestel | toestel | toestel | toestel | toestel | totaal  | positie |
| atleet          | onderdeel | vloer        | voltige      | ringen       | sprong       | brug         | rekstok      | totaal       | positie      | vloer   | voltige | ringen  | sprong  | brug    | rekstok | totaal  | positie |
| --------------- | --------- | ------------ | ------------ | ------------ | ------------ | ------------ | ------------ | ------------ | ------------ | ------- | ------- | ------- | ------- | ------- | ------- | ------- | ------- |
| Joe Fraser      | team      | 13,533       | 14,000       | 13,700       | 14,300       | 14,933       | 14,200       | 84,666       | 6Q           | -       | 13,933  | 13,766  | -       | 14,633  | 13,633  | n.v.t.  | n.v.t.  |
| Harry Hepworth  | team      | 14,166       | -            | 14,700 Q     | 14,633 Q     | -            | -            | n.v.t.       | n.v.t.       | 14,700  | -       | 14,800  | 14,966  | -       | -       | n.v.t.  | n.v.t.  |
| Jake Jarman     | team      | 14,966 Q     | 14,266       | 12,900       | 15,166 Q     | 14,266       | 13,333       | 84,897       | 5 Q          | 14,966  | 14,133  | -       | 15,266  | 14,366  | 13,400  | n.v.t.  | n.v.t.  |
| Luke Whitehouse | team      | 14,533 Q     | 11,733       | 12,400       | 14,500       | 13,900       | 12,466       | 79,532       | 32           | 14,500  | -       | 13,266  | 13,033  | -       | -       | n.v.t.  | n.v.t.  |
| Max Whitlock    | team      | -            | 15,166 Q     | -            | -            | 13,900       | 13,233       | n.v.t.       | n.v.t.       | -       | 15,266  | -       | -       | 13,900  | 13,000  | n.v.t.  | n.v.t.  |
| Totaal          | team      | 43,665       | 43,432       | 41,300       | 44,299       | 43,099       | 40,766       | 256,561      | 3 Q          | 44,166  | 43,332  | 41,832  | 43,265  | 42,899  | 40,033  | 255,527 | 4       |

Individuele finales
| atleet          | onderdeel | kwalificatie | kwalificatie | kwalificatie | kwalificatie | kwalificatie | kwalificatie | kwalificatie | kwalificatie | finale  | finale  | finale  | finale  | finale  | finale  | finale | finale  |
| atleet          | onderdeel | toestel      | toestel      | toestel      | toestel      | toestel      | toestel      | totaal       | positie      | toestel | toestel | toestel | toestel | toestel | toestel | totaal | positie |
| atleet          | onderdeel | vloer        | voltige      | ringen       | sprong       | brug         | rekstok      | totaal       | positie      | vloer   | voltige | ringen  | sprong  | brug    | rekstok | totaal | positie |
| --------------- | --------- | ------------ | ------------ | ------------ | ------------ | ------------ | ------------ | ------------ | ------------ | ------- | ------- | ------- | ------- | ------- | ------- | ------ | ------- |
| Joe Fraser      | meerkamp  | zie team     | zie team     | zie team     | zie team     | zie team     | zie team     | zie team     | zie team     | 14,300  | 13,700  | 14,000  | 14,333  | 14,933  | 14,266  | 85,532 | 5       |
| Jake Jarman     | meerkamp  | zie team     | zie team     | zie team     | zie team     | zie team     | zie team     | zie team     | zie team     | 14,900  | 14,066  | 12,800  | 15,166  | 14,300  | 13,333  | 84,565 | 7       |
| Jake Jarman     | vloer     | 14,966       | n.v.t.       | n.v.t.       | n.v.t.       | n.v.t.       | n.v.t.       | n.v.t.       | 1 Q          | 14,933  | n.v.t.  | n.v.t.  | n.v.t.  | n.v.t.  | n.v.t.  | n.v.t. | Brons   |
| Jake Jarman     | sprong    | n.v.t.       | n.v.t.       | n.v.t.       | 14,699       | n.v.t.       | n.v.t.       | n.v.t.       | 5 Q          | n.v.t.  | n.v.t.  | n.v.t.  | 14,933  | n.v.t.  | n.v.t.  | n.v.t. | 4       |
| Harry Hepworth  | sprong    | n.v.t.       | n.v.t.       | n.v.t.       | 14,766       | n.v.t.       | n.v.t.       | n.v.t.       | 2 Q          | n.v.t.  | n.v.t.  | n.v.t.  | 14,949  | n.v.t.  | n.v.t.  | n.v.t. | Brons   |
| Harry Hepworth  | ringen    | n.v.t.       | n.v.t.       | 14,790       | n.v.t.       | n.v.t.       | n.v.t.       | n.v.t.       | 8 Q          | n.v.t.  | n.v.t.  | 14,800  | n.v.t.  | n.v.t.  | n.v.t.  | n.v.t. | 7       |
| Luke Whitehouse | vloer     | 14,533       | n.v.t.       | n.v.t.       | n.v.t.       | n.v.t.       | n.v.t.       | n.v.t.       | 5 Q          | 14,466  | n.v.t.  | n.v.t.  | n.v.t.  | n.v.t.  | n.v.t.  | n.v.t. | 6       |
| Max Whitlock    | voltige   | n.v.t.       | 15,166       | n.v.t.       | n.v.t.       | n.v.t.       | n.v.t.       | n.v.t.       | 3 Q          | n.v.t.  | 15,200  | n.v.t.  | n.v.t.  | n.v.t.  | n.v.t.  | n.v.t. | 4       |

Vrouwen
| Turnster(s)        | Onderdeel | Kwalificatie | Kwalificatie | Kwalificatie | Kwalificatie | Kwalificatie | Kwalificatie | Finale  | Finale  | Finale  | Finale  | Finale  | Finale |
| Turnster(s)        | Onderdeel | Toestel      | Toestel      | Toestel      | Toestel      | Totaal       | Plaats       | Toestel | Toestel | Toestel | Toestel | Totaal  | Plaats |
| Turnster(s)        | Onderdeel | Sprong       | Brug         | Balk         | Vloer        | Totaal       | Plaats       | Sprong  | Brug    | Balk    | Vloer   | Totaal  | Plaats |
| ------------------ | --------- | ------------ | ------------ | ------------ | ------------ | ------------ | ------------ | ------- | ------- | ------- | ------- | ------- | ------ |
| Becky Downie       | Team      | -            | 14,666 Q     | 13,400       | -            | n.v.t.       | n.v.t.       | -       | 14,933  | 12,933  | -       | n.v.t.  | n.v.t. |
| Ruby Evans         | Team      | 14,200       | 11,200       | 12,600       | 13,133       | 51,133       | 38           | 13,966  | -       | -       | 13,100  | n.v.t.  | n.v.t. |
| Georgia-Mae Fenton | Team      | 13,833       | 12,833       | 13,500       | 12,466       | 52,632       | 20 Q         | 13,800  | 14,000  | 13,566  | -       | n.v.t.  | n.v.t. |
| Alice Kinsella     | Team      | 13,933       | 11,900       | 13,433       | 13,433       | 51,999       | 23 Q         | 13,966  | 13,300  | 13,600  | 13,933  | n.v.t.  | n.v.t. |
| Abigail Martin     | Team      | 13,766       | -            | -            | 13,266       | n.v.t.       | n.v.t.       | -       | -       | -       | 13,466  | n.v.t.  | n.v.t. |
| Totaal             | Team      | 41,966       | 39,399       | 40,333       | 39,132       | 160,830      | 7 Q          | 41,732  | 42,233  | 40,099  | 40,199  | 164,263 | 4      |

Individuele finales
| Turnster(s)        | Onderdeel | Kwalificatie | Kwalificatie | Kwalificatie | Kwalificatie | Kwalificatie | Kwalificatie | Finale  | Finale  | Finale  | Finale  | Finale | Finale |
| Turnster(s)        | Onderdeel | Toestel      | Toestel      | Toestel      | Toestel      | Totaal       | Plaats       | Toestel | Toestel | Toestel | Toestel | Totaal | Plaats |
| Turnster(s)        | Onderdeel | Sprong       | Brug         | Balk         | Vloer        | Totaal       | Plaats       | Sprong  | Brug    | Balk    | Vloer   | Totaal | Plaats |
| ------------------ | --------- | ------------ | ------------ | ------------ | ------------ | ------------ | ------------ | ------- | ------- | ------- | ------- | ------ | ------ |
| Becky Downie       | brug      | n.v.t.       | 14,666       | n.v.t.       | n.v.t.       | n.v.t.       | 7 Q          | n.v.t.  | 13,633  | n.v.t.  | n.v.t.  | n.v.t. | 7      |
| Georgia-Mae Fenton | meerkamp  | zie team     | zie team     | zie team     | zie team     | zie team     | zie team     | 13,633  | 13,800  | 11,300  | 13,033  | 51,766 | 18     |
| Alice Kinsella     | meerkamp  | zie team     | zie team     | zie team     | zie team     | zie team     | zie team     | 13,800  | 14,133  | 13,033  | 12,833  | 53,799 | 12     |

#### Trampoline
| atleet             | onderdeel | kwalificaties | kwalificaties | finale         | finale         |
| atleet             | onderdeel | score         | rang          | score          | rang           |
| ------------------ | --------- | ------------- | ------------- | -------------- | -------------- |
| Zak Perzamanos     | mannen    | 59,030        | 7 Q           | 59,840         | 4              |
| Bryony Page        | vrouwen   | 55,620        | 5 Q           | 56,480         | Goud           |
| Isabelle Songhurst | vrouwen   | 52,920        | 14            | niet geplaatst | niet geplaatst |

### Hockey

#### Mannen
| Hockeyer(s) | Onderdeel | Plaats |
| --- | --------- | ------ |
| Britse mannen hockeyploeg James Albery David Ames Will Calnan Jacob Draper Gareth Furlong David Goodfield Lee Morton Nick Park Ollie Payne Phil Roper Liam Sanford Rupert Shipperley Zachary Wallace Jack Waller Sam Ward Conor Williamson | Mannen    | 7      |

| Pos | Team             | Wed | W | G | V | Ptn | DV | DT | +/− | Kwalificatie |
| --- | ---------------- | --- | - | - | - | --- | -- | -- | --- | ------------ |
| 1   | Duitsland        | 5   | 4 | 0 | 1 | 12  | 16 | 6  | +10 | Kwartfinales |
| 2   | Nederland        | 5   | 3 | 1 | 1 | 10  | 16 | 9  | +7  | Kwartfinales |
| 3   | Groot-Brittannië | 5   | 2 | 2 | 1 | 8   | 11 | 7  | +4  | Kwartfinales |
| 4   | Spanje           | 5   | 2 | 1 | 2 | 7   | 11 | 12 | −1  | Kwartfinales |
| 5   | Zuid-Afrika      | 5   | 1 | 1 | 3 | 4   | 11 | 17 | −6  |              |
| 6   | Frankrijk (G)    | 5   | 0 | 1 | 4 | 1   | 8  | 22 | −14 |              |

| Groepsfase      |                 |                  |                |                      |                  |                |                |
| 27 juli 2024    | 10:00           | Groot-Brittannië | 4 - 0          | Spanje               |                  |                |                |
| 28 juli 2024    | 20:15           | Zuid-Afrika      | 2 - 2          | Groot-Brittannië     |                  |                |                |
| 30 juli 2024    | 12:45           | Groot-Brittannië | 2 - 2          | Nederland            |                  |                |                |
| 1 augustus 2024 | 12:45           | Frankrijk        | 1 - 2          | Groot-Brittannië     |                  |                |                |
| 2 augustus 2024 | 20:15           | Groot-Brittannië | 1 - 2          | Duitsland            |                  |                |                |
|                 |                 |                  |                |                      |                  |                |                |
| Kwartfinale     | 4 augustus 2024 | 10:00            | India          | 1 - 1 shoot-outs 4-2 | Groot-Brittannië |                |                |
|                 |                 |                  |                |                      |                  |                |                |
| Halve finale    | niet geplaatst  | niet geplaatst   | niet geplaatst | niet geplaatst       | niet geplaatst   | niet geplaatst | niet geplaatst |
|                 |                 |                  |                |                      |                  |                |                |
| Finale          | niet geplaatst  | niet geplaatst   | niet geplaatst | niet geplaatst       | niet geplaatst   | niet geplaatst | niet geplaatst |

#### Vrouwen
| Hockeyer(s) | Onderdeel | Plaats |
| --- | --------- | ------ |
| Vrouwen hockeyploeg Groot-Brittannië Giselle Ansley Fiona Crackles Amy Costello Hannah French Sophie Hamilton Tessa Howard Sarah Jones Lily Owsley Hollie Pearne-Webb Flora Peel Isabelle Petter Miriam Pritchard Sarah Robertson Laura Roper Anna Toman Charlotte Watson | Vrouwen   | 8      |

| Pos | Team             | Wed | W | G | V | Ptn | DV | DT | +/− | Kwalificatie |
| --- | ---------------- | --- | - | - | - | --- | -- | -- | --- | ------------ |
| 1   | Australië        | 5   | 4 | 1 | 0 | 13  | 15 | 5  | +10 | Kwartfinales |
| 2   | Argentinië       | 5   | 4 | 1 | 0 | 13  | 16 | 7  | +9  | Kwartfinales |
| 3   | Spanje           | 5   | 2 | 1 | 2 | 7   | 6  | 7  | −1  | Kwartfinales |
| 4   | Groot-Brittannië | 5   | 2 | 0 | 3 | 6   | 8  | 12 | −4  | Kwartfinales |
| 5   | Verenigde Staten | 5   | 1 | 1 | 3 | 4   | 5  | 13 | −8  |              |
| 6   | Zuid-Afrika      | 5   | 0 | 0 | 5 | 0   | 4  | 10 | −6  |              |

| Groepsfase      |                 |                  |                |                  |                  |                |                |
| 28 juli 2024    | 13:15           | Groot-Brittannië | 1 - 2          | Spanje           |                  |                |                |
| 29 juli 2024    | 17:00           | Groot-Brittannië | 0 - 4          | Australië        |                  |                |                |
| 31 juli 2024    | 10:30;          | Zuid-Afrika      | 1 - 2          | Groot-Brittannië |                  |                |                |
| 1 augustus 2024 | 17:00           | Verenigde Staten | 2 - 5          | Groot-Brittannië |                  |                |                |
| 3 augustus 2024 | 10:00           | Groot-Brittannië | 0 - 3          | Argentinië       |                  |                |                |
|                 |                 |                  |                |                  |                  |                |                |
| Kwartfinale     | 5 augustus 2024 | 17:30            | Nederland      | 3 - 1            | Groot-Brittannië |                |                |
|                 |                 |                  |                |                  |                  |                |                |
| Halve finale    | niet geplaatst  | niet geplaatst   | niet geplaatst | niet geplaatst   | niet geplaatst   | niet geplaatst | niet geplaatst |
|                 |                 |                  |                |                  |                  |                |                |
| Finale          | niet geplaatst  | niet geplaatst   | niet geplaatst | niet geplaatst   | niet geplaatst   | niet geplaatst | niet geplaatst |

### Judo
Vrouwen
| atleet             | onderdeel | eerste ronde         | tweede ronde          | derde ronde          | kwartfinale          | halve finale         | herkansing           | finale / BM          | finale / BM    |
| atleet             | onderdeel | tegenstander uitslag | tegenstander uitslag  | tegenstander uitslag | tegenstander uitslag | tegenstander uitslag | tegenstander uitslag | tegenstander uitslag | rang           |
| ------------------ | --------- | -------------------- | --------------------- | -------------------- | -------------------- | -------------------- | -------------------- | -------------------- | -------------- |
| Chelsie Giles      | −52 kg    | n.v.t.               | bye                   | Pimenta V 0 - 1      | niet geplaatst       | niet geplaatst       | niet geplaatst       | niet geplaatst       | niet geplaatst |
| Lele Nairne        | −57 kg    | n.v.t.               | Liparteliani V 0 - 10 | niet geplaatst       | niet geplaatst       | niet geplaatst       | niet geplaatst       | niet geplaatst       | niet geplaatst |
| Lucy Renshall      | −63 kg    | n.v.t.               | Haecker W 11 - 2      | Piovesana V 0 - 1    | niet geplaatst       | niet geplaatst       | niet geplaatst       | niet geplaatst       | niet geplaatst |
| Jemima Yeats-Brown | −70 kg    | n.v.t.               | Rasoanaivo W 1 - 0    | Polleres V 0 - 1     | niet geplaatst       | niet geplaatst       | niet geplaatst       | niet geplaatst       | niet geplaatst |
| Emma Reid          | −78 kg    | n.v.t.               | Hyunji Y V 00 - 10    | niet geplaatst       | niet geplaatst       | niet geplaatst       | niet geplaatst       | niet geplaatst       | niet geplaatst |

### Kanovaren

#### Kayak Cross
| Atleet           | Onderdeel      | Tijdrit | Tijdrit | Ronde 1 | Herkansingen | Series | Kwartfinale    | Halve finale   | Finale         | rang   |
| Atleet           | Onderdeel      | Tijd    | Rang    | Rang    | Rang         | Rang   | Rang           | Rang           | Rang           | rang   |
| ---------------- | -------------- | ------- | ------- | ------- | ------------ | ------ | -------------- | -------------- | -------------- | ------ |
| Adam Burgess     | KX-1 (mannen)  | 74,66   | 26      | 4 H     | 2 Q          | 4      | niet geplaatst | niet geplaatst | niet geplaatst | 31     |
| Joe Clarke       | KX-1 (mannen)  | 66,08   | 1       | 1 Q     | bye          | 1 Q    | 1 Q            | 1 Q            | 2              | Zilver |
| Mallory Franklin | KX-1 (vrouwen) | 71,85   | 3       | 1 Q     | bye          | 1 Q    | 4              | niet geplaatst | niet geplaatst | 13     |
| Kimberley Woods  | KX-1 (vrouwen) | 74,98   | 16      | 1 Q     | bye          | 1 Q    | 1 Q            | 1 Q            | 3              | Brons  |

#### Slalom
Mannen
| atleet       | onderdeel  | series | series | series | series | series    | series | halve finale | halve finale | finale | finale |
| atleet       | onderdeel  | run 1  | rang   | run 2  | rang   | beste run | rang   | tijd         | rang         | tijd   | rang   |
| ------------ | ---------- | ------ | ------ | ------ | ------ | --------- | ------ | ------------ | ------------ | ------ | ------ |
| Adam Burgess | C-1 slalom | 90,87  | 2      | 95,08  | 7      | 90,87     | 2 Q    | 97,21        | 4 Q          | 96,84  | Zilver |
| Joe Clarke   | K-1 slalom | 136,89 | 23     | 85,62  | 4      | 85,62     | 4 Q    | 89,51        | 1 Q          | 89,82  | 5      |

Vrouwen
| atlete           | onderdeel  | series | series | series | series | series    | series | halve finale | halve finale | finale | finale |
| atlete           | onderdeel  | run 1  | rang   | run 2  | rang   | beste run | rang   | tijd         | rang         | tijd   | rang   |
| ---------------- | ---------- | ------ | ------ | ------ | ------ | --------- | ------ | ------------ | ------------ | ------ | ------ |
| Mallory Franklin | C-1 slalom | 104,72 | 5      | 152,41 | 20     | 104,72    | 6 Q    | 111,62       | 6 Q          | 165,15 | 12     |
| Kimberley Woods  | K-1 slalom | 97,31  | 9      | 95,95  | 11     | 95,95     | 12 Q   | 99,87        | 3 Q          | 98,94  | Brons  |

### Klimsport

#### Boulder & Lead combined
Mannen
| Atleet               | Onderdeel | Kwalificatie | Kwalificatie | Kwalificatie | Kwalificatie | Kwalificatie | Kwalificatie | Kwalificatie | Finale         | Finale         | Finale         | Finale         | Finale         | Finale         | Finale         |
| Atleet               | Onderdeel | Boulder      | Boulder      | Lead         | Lead         | Lead         | Totaal       | Rang         | Boulder        | Boulder        | Lead           | Lead           | Lead           | Totaal         | Rang           |
| Atleet               | Onderdeel | Resultaat    | Rang         | Hold         | Score        | Rang         | Totaal       | Rang         | Resultaat      | Rang           | Hold           | Score          | Rang           | Totaal         | Rang           |
| -------------------- | --------- | ------------ | ------------ | ------------ | ------------ | ------------ | ------------ | ------------ | -------------- | -------------- | -------------- | -------------- | -------------- | -------------- | -------------- |
| Hamish McArthur      | mannen    | 34,2         | 8            | 35+          | 45,1         | 8            | 79,3         | 8 Q          | 53,9           | 4              | 42             | 72,0           | 6              | 125,9          | 5              |
| Toby Roberts         | mannen    | 54,1         | 3            | 42+          | 68,1         | =2           | 122,2        | 2 Q          | 63,1           | 3              | 47+            | 92,1           | 3              | 155,2          | Goud           |
| Erin McNeice         | vrouwen   | 59,6         | 10           | 40+          | 64,1         | 7            | 123,7        | 7 Q          | 59,5           | =4             | 41+            | 68,1           | 6              | 127,6          | 5              |
| Molly Thompson-Smith | vrouwen   | 9,8          | 19           | 38           | 57,0         | 9            | 66,8         | 19           | niet geplaatst | niet geplaatst | niet geplaatst | niet geplaatst | niet geplaatst | niet geplaatst | niet geplaatst |

### Moderne vijfkamp
| atleet         | onderdeel | onderdeel    | schermen (degen)            | schermen (degen)            | schermen (degen)            | schermen (degen)            | zwemmen (200 m vrije slag)  | zwemmen (200 m vrije slag)  | zwemmen (200 m vrije slag)  | paardrijden (springen)      | paardrijden (springen)      | paardrijden (springen)      | combinatie: schieten/lopen (10 m luchtpistool)/(3200 m) | combinatie: schieten/lopen (10 m luchtpistool)/(3200 m) | combinatie: schieten/lopen (10 m luchtpistool)/(3200 m) | totaal punten               | rang                        |
| atleet         | onderdeel | onderdeel    | RR                          | BR                          | rang                        | punten                      | tijd                        | rang                        | punten                      | strafpunten                 | rang                        | punten                      | tijd                                                    | rang                                                    | punten                                                  | totaal punten               | rang                        |
| -------------- | --------- | ------------ | --------------------------- | --------------------------- | --------------------------- | --------------------------- | --------------------------- | --------------------------- | --------------------------- | --------------------------- | --------------------------- | --------------------------- | ------------------------------------------------------- | ------------------------------------------------------- | ------------------------------------------------------- | --------------------------- | --------------------------- |
| Charlie Brown  | mannen    | halve finale | 14-21                       | 0                           | 27                          | 195                         | 2.02,45                     | 8                           | 306                         | 0                           | 2                           | 300                         | 10.05,18                                                | 1                                                       | 695                                                     | 1493                        | 10                          |
| Charlie Brown  | mannen    | finale       | niet geplaatst              | niet geplaatst              | niet geplaatst              | niet geplaatst              | niet geplaatst              | niet geplaatst              | niet geplaatst              | niet geplaatst              | niet geplaatst              | niet geplaatst              | niet geplaatst                                          | niet geplaatst                                          | niet geplaatst                                          | niet geplaatst              | niet geplaatst              |
| Joe Choong     | mannen    | halve finale | 14-21                       | 8                           | 29                          | 203                         | 1.58,71                     | 1                           | 313                         | 14                          | 19                          | 286                         | 10.07,85                                                | 2                                                       | 693                                                     | 1497                        | 8 Q                         |
| Joe Choong     | mannen    | finale       | 14-21                       | 4                           | 17                          | 199                         | 1.57,52                     | 1                           | 315                         | 7                           | 7                           | 293                         | 9.48,09                                                 | 4                                                       | 712                                                     | 1519                        | 9                           |
| Kerenza Bryson | vrouwen   | 21-14        | 4                           | 5                           | 234                         | 2.20,92                     | 14                          | 269                         | 0                           | 3                           | 300                         | 11.41,88                    | 7                                                       | 599                                                     | 1402 OR                                                 | 1 Q                         |                             |
| Kerenza Bryson | vrouwen   | finale       | 21-14                       | 0                           | 4                           | 230                         | 2.21,77                     | 15                          | 267                         | 14                          | 15                          | 286                         | 11.19,12                                                | 10                                                      | 621                                                     | 1404                        | 9                           |
| Kate French    | vrouwen   | halve finale | 23-12                       | 0                           | 3                           | 240                         | 2.15,56                     | 6                           | 279                         | 7                           | 7                           | 293                         | 11.54,55                                                | 11                                                      | 586                                                     | 1398                        | 5 Q                         |
| Kate French    | vrouwen   | finale       | terugtrekking wegens ziekte | terugtrekking wegens ziekte | terugtrekking wegens ziekte | terugtrekking wegens ziekte | terugtrekking wegens ziekte | terugtrekking wegens ziekte | terugtrekking wegens ziekte | terugtrekking wegens ziekte | terugtrekking wegens ziekte | terugtrekking wegens ziekte | terugtrekking wegens ziekte                             | terugtrekking wegens ziekte                             | terugtrekking wegens ziekte                             | terugtrekking wegens ziekte | terugtrekking wegens ziekte |

### Paardensport

#### Dressuur
Origineel maakte Charlotte Dujardin deel uit van het dressuurteam. Enkele dagen voor de Spelen trok ze zich terug omwille van een opgedoken coachingsvideo. In het team werd ze vervangen door reserveruiter Becky Moody.
| ruiter                             | paard         | onderdeel   | Grand Prix | Grand Prix | Grand Prix Special | Grand Prix Special | Grand Prix Freestyle | Grand Prix Freestyle | totaal  | totaal |
| ruiter                             | paard         | onderdeel   | score      | rang       | score              | rang               | technisch            | artistiek            | uitslag | rang   |
| ---------------------------------- | ------------- | ----------- | ---------- | ---------- | ------------------ | ------------------ | -------------------- | -------------------- | ------- | ------ |
| Lottie Fry                         | Glamourdale   | individueel | 78,913     | 3 q        |                    |                    | 88,971               | 3                    | 88,971  | Brons  |
| Carl Hester                        | Fame          | individueel | 77,345     | 3 q        | 85,161             | 6                  | 85,161               | 6                    |         |        |
| Becky Moody                        | Jagerbomb     | individueel | 74,938     | 1 Q        | 84,357             | 8                  | 84,357               | 8                    |         |        |
| Lottie Fry Carl Hester Becky Moody | zie hierboven | team        | 231,196    | 3 Q        | 232,492            | 3                  |                      |                      | 232,492 | Brons  |

#### Eventing
| ruiter                                   | paard              | onderdeel   | dressuur    | dressuur | cross-country | cross-country | cross-country | springen     | springen     | springen     | springen    | springen | springen | totaal      | totaal |
| ruiter                                   | paard              | onderdeel   | dressuur    | dressuur | cross-country | cross-country | cross-country | kwalificatie | kwalificatie | kwalificatie | finale      | finale   | finale   | totaal      | totaal |
| ruiter                                   | paard              | onderdeel   | strafpunten | rang     | strafpunten   | totaal        | rang          | strafpunten  | totaal       | rang         | strafpunten | totaal   | rang     | strafpunten | rang   |
| ---------------------------------------- | ------------------ | ----------- | ----------- | -------- | ------------- | ------------- | ------------- | ------------ | ------------ | ------------ | ----------- | -------- | -------- | ----------- | ------ |
| Rosalind Canter                          | Lordships Graffalo | individueel | 23.40       | 6        | 15.00         | 38.40         | 24            | 4.00         | 42.40        | 23 Q         | 0.00        | 42.40    | 21       | 42.40       | 21     |
| Laura Collett                            | London 52          | individueel | 17.50       | 1        | 0.80          | 18.30         | 2             | 4.80         | 23.20        | 3 Q          | 0.00        | 23.0     | 3        | 23.20       | Brons  |
| Tom McEwen                               | JL Dublin          | individueel | 25.80       | 11       | 0.00          | 25.80         | 6             | 0.00         | 25.80        | 4 Q          | 0.00        | 25.80    | 4        | 25.80       | 4      |
| Rosalind Canter Laura Collett Tom McEwen | zie hierboven      | team        | 66.70       | 1        | 15.80         | 82.50         | 1             | 8.80         | 91.30        | 1            | n.v.t.      | n.v.t.   | n.v.t.   | 91.30       | Goud   |

#### Jumping
| ruiter                              | paard           | onderdeel   | kwalificatie | kwalificatie | kwalificatie | finale        | finale        | finale        |
| ruiter                              | paard           | onderdeel   | strafpunten  | tijd         | rang         | strafpunten   | tijd          | rang          |
| ----------------------------------- | --------------- | ----------- | ------------ | ------------ | ------------ | ------------- | ------------- | ------------- |
| Scott Brash                         | Hello Jefferson | individueel | 0            | 75,78        | 12 Q         | 4             | 81,23         | 6             |
| Harry Charles                       | Romeo 88        | individueel | 0            | 75,72        | 11 Q         | terugtrekking | terugtrekking | terugtrekking |
| Ben Maher                           | Point Break     | individueel | 4            | 73,24        | 28 Q         | 4             | 81,70         | 9             |
| Scott Brash Harry Charles Ben Maher | zie hierboven   | team        | 8            | 227,79       | 3 Q          | 2             | 237,47        | Goud          |

### Roeien
Mannen
| atleet | onderdeel   | series  | series | herkansingen | herkansingen | kwartfinale | kwartfinale | halve finale | halve finale | finale  | finale |
| atleet | onderdeel   | tijd    | rang   | tijd         | rang         | tijd        | rang        | tijd         | rang         | tijd    | rang   |
| --- | ----------- | ------- | ------ | ------------ | ------------ | ----------- | ----------- | ------------ | ------------ | ------- | ------ |
| Ollie Wynne-Griffith Tom George                                                                                                 | twee-zonder | 6.33,88 | 1 HA/B | bye          | bye          | n.v.t.      | n.v.t.      | 6.31,56      | 2 FA         | 6.24,11 | Zilver |
| Tom Barras Callum Dixon Matt Haywood Graeme Thomas                                                                              | dubbelvier  | 5.44,82 | 2 FA   | bye          | bye          | n.v.t.      | n.v.t.      | n.v.t.       | n.v.t.       | 5.46,51 | 4      |
| Oli Wilkes David Ambler Matt Aldridge Freddie Davidson                                                                          | vier-zonder | 6.05,63 | 2 FA   | bye          | bye          | n.v.t.      | n.v.t.      | n.v.t.       | n.v.t.       | 5.52,42 | Brons  |
| Sholto Carnegie Rory Gibbs Morgan Bolding Jacob Dawson Charlie Elwes Tom Digby James Rudkin Tom Ford stuurman: Harry Brightmore | acht        | 5.37,04 | 1 FA   | bye          | bye          | n.v.t.      | n.v.t.      | n.v.t.       | n.v.t.       | 5.22,88 | Goud   |

Vrouwen
| atleet | onderdeel         | series  | series | herkansingen | herkansingen | kwartfinale | kwartfinale | halve finale | halve finale | finale  | finale |
| atleet | onderdeel         | tijd    | rang   | tijd         | rang         | tijd        | rang        | tijd         | rang         | tijd    | rang   |
| --- | ----------------- | ------- | ------ | ------------ | ------------ | ----------- | ----------- | ------------ | ------------ | ------- | ------ |
| Becky Wilde Mathilda Hodgkins-Byrne | Dubbeltwee        | 6.52,31 | 2 HA/B | bye          | bye          | n.v.t.      | n.v.t.      | 6.51,82      | 2 FA         | 6.53,22 | Brons  |
| Emily Craig Imogen Grant | lichte dubbeltwee | 7.04,20 | 1 HA/B | bye          | bye          | n.v.t.      | n.v.t.      | 6.59,79      | 1 FA         | 6.47,06 | Goud   |
| Chloe Brew Rebecca Edwards | twee-zonder       | 7.29,70 | 4 H    | n.v.t.       | n.v.t.       | 7.37,11     | 3 HA/B      | 7.28,76      | 5 FB         | 7.16,02 | 12     |
| Lauren Henry Hannah Scott Lola Anderson Georgie Brayshaw                                                                               | dubbelvier        | 6.13,35 | 1 FA   | bye          | bye          | n.v.t.      | n.v.t.      | n.v.t.       | n.v.t.       | 6.16,31 | Goud   |
| Helen Glover Esme Booth Sam Redgrave Rebecca Shorten                                                                                   | vier-zonder       | 6.42,57 | 1 FA   | bye          | bye          | n.v.t.      | n.v.t.      | n.v.t.       | n.v.t.       | 6.27,31 | Zilver |
| Heidi Long Rowan McKellar Holly Dunford Emily Ford Lauren Irwin Eve Stewart Hattie Taylor Annie Campbell-Orde stuurman: Henry Fieldman | acht              | 6.16,20 | 1 FA   | bye          | bye          | n.v.t.      | n.v.t.      | n.v.t.       | n.v.t.       | 5.59,51 | Brons  |

Reserve: James Robson - Olivia Bates - Lucy Glover
Legenda: FA=finale A (medailles); FB=finale B (geen medailles); FC=finale C (geen medailles); FD=finale D (geen medailles); FE=finale E (geen medailles); FF=finale F (geen medailles); HA/B=halve finale A/B; HC/D=halve finale C/D; HE/F=halve finale E/F; KF=kwartfinale; H=herkansing

### Rugby
Vrouwen
| Olympiër | Discipline | Resultaat | Prestatie |
| --- | ---------- | --------- | --------- |
| Amy Wilson-Hardy Ellie Boatman Ellie Kildunne Emma Uren Grace Crompton Heather Cowell Isla Norman-Bell Jade Shekells Jasmine Joyce Lauren Torley Lisa Thomson Megan Jones | vrouwen    | 7         | zie onder |

| Groep B |                  |             |             |             |             |            |            |            |        |
| #       | Land             | Wedstrijden | Wedstrijden | Wedstrijden | Wedstrijden | Doelpunten | Doelpunten | Doelpunten | Punten |
| #       | Land             | GW          | W           | G           | V           | V          | T          | Saldo      | Punten |
| 1       | Australië        | 3           | 3           | 0           | 0           | 89         | 24         | +65        | 9      |
| 2       | Groot-Brittannië | 3           | 2           | 0           | 1           | 52         | 65         | -13        | 7      |
| 3       | Ierland          | 3           | 1           | 0           | 2           | 64         | 40         | +24        | 5      |
| 4       | Zuid-Afrika      | 3           | 0           | 0           | 3           | 22         | 98         | -76        | 3      |

| groepsfase            |              |                  |                  |                  |                  |  |  |
| 28 juli 2024          | 15:30        | Ierland          | 12 - 21          | Groot-Brittannië |                  |  |  |
| 28 juli 2024          | 19:30        | Australië        | 36 - 5           | Groot-Brittannië |                  |  |  |
| 29 juli 2024          | 14:00        | Groot-Brittannië | 26 - 17          | Zuid-Afrika      |                  |  |  |
|                       |              |                  |                  |                  |                  |  |  |
| kwartfinale           | 29 juli 2024 | 21:30            | Groot-Brittannië | 7 - 17           | Verenigde Staten |  |  |
|                       |              |                  |                  |                  |                  |  |  |
| plaatsing 5-8         | 30 juli 2024 | 14:30            | China            | 19 - 15          | Groot-Brittannië |  |  |
|                       |              |                  |                  |                  |                  |  |  |
| wedstrijd om plaats 7 | 30 juli 2024 | 18:00            | Groot-Brittannië | 28 - 12          | Ierland          |  |  |

### Schietsport
Mannen
| atleet                | onderdeel              | kwalificaties | kwalificaties | finale         | finale         |
| atleet                | onderdeel              | punten        | rang          | punten         | rang           |
| --------------------- | ---------------------- | ------------- | ------------- | -------------- | -------------- |
| Michael Bargeron      | 10m luchtgeweer        | 620,7         | 47            | niet geplaatst | niet geplaatst |
| Michael Bargeron      | 50m geweer 3 houdingen | 584           | 29            | niet geplaatst | niet geplaatst |
| Matthew Coward-Holley | trap                   | 117           | 25            | niet geplaatst | niet geplaatst |
| Nathan Hales          | trap                   | 123           | 2 Q           | 48 OR          | Goud           |

Vrouwen
| atlete                 | onderdeel        | kwalificaties | kwalificaties | finale         | finale         |
| atlete                 | onderdeel        | punten        | rang          | punten         | rang           |
| ---------------------- | ---------------- | ------------- | ------------- | -------------- | -------------- |
| Seonaid McIntosh       | 10 m luchtgeweer | 624,5         | 37            | niet geplaatst | niet geplaatst |
| 50m geweer 3 houdingen | 10 m luchtgeweer | 586           | 12            | niet geplaatst | niet geplaatst |
| Amber Rutter           | skeet            | 122           | 2 Q           | 55+6           | Zilver         |
| Lucy Hall              | trap             | 117           | 14            | niet geplaatst | niet geplaatst |

Gemengd
| atleten                           | onderdeel | kwalificaties | kwalificaties | finale                 | finale         |
| atleten                           | onderdeel | punten        | rang          | tegenstander resultaat | rang           |
| --------------------------------- | --------- | ------------- | ------------- | ---------------------- | -------------- |
| Michael Bargeron Seonaid McIntosh | team      | 622,1         | 26            | niet geplaatst         | niet geplaatst |

### Schoonspringen
Mannen
| atleet                       | onderdeel               | series | series | halve finale | halve finale | finale | finale  |
| atleet                       | onderdeel               | punten | rang   | punten       | rang         | punten | rang    |
| ---------------------------- | ----------------------- | ------ | ------ | ------------ | ------------ | ------ | ------- |
| Jack Laugher                 | 3 m plank               | 468,30 | 3 Q    | 467,05       | 3 Q          | 410,95 | 7       |
| Jordan Houlden               | 3 m plank               | 448,20 | 4 Q    | 445,55       | 5 Q          | 425,75 | 5       |
| Anthony Harding Jack Laugher | 3 meter plank synchroon | n.v.t. | n.v.t. | n.v.t.       | n.v.t.       | 438,15 | Brons   |
| Kyle Kothari                 | 10m toren               | 433,10 | 9 Q    | 443,55       | 6 Q          | 401,55 | 11      |
| Noah Williams                | 10m toren               | 446,70 | 8 Q    | 400,90       | 12 Q         | 497,35 | Brons   |
| Tom Daley Noah Williams      | 10m toren synchroon     | n.v.t. | n.v.t. | n.v.t.       | n.v.t.       | 463.44 | 2 [ 4 ] |

Vrouwen
| atlete                                 | onderdeel               | series | series | halve finale | halve finale | finale         | finale         |
| atlete                                 | onderdeel               | punten | rang   | punten       | rang         | punten         | rang           |
| -------------------------------------- | ----------------------- | ------ | ------ | ------------ | ------------ | -------------- | -------------- |
| Yasmin Harper                          | 3 m plank               | 295,75 | 9 Q    | 278,90       | 12 Q         | 305,10         | 5              |
| Grace Reid                             | 3 m plank               | 303,25 | 5 Q    | 290,05       | 7 Q          | 275,80         | 10             |
| Yasmin Harper Scarlett Mew Jensen      | 3 meter plank synchroon | n.v.t. | n.v.t. | n.v.t.       | n.v.t.       | 302.28         | Brons          |
| Andrea Spendolini-Sirieix              | 10 m toren              | 320,80 | =4 Q   | 367,00       | 3 Q          | 344,50         | 6              |
| Lois Toulson                           | 10 m toren              | 299,60 | 8 Q    | 278,50       | 13           | niet geplaatst | niet geplaatst |
| Andrea Spendolini-Sirieix Lois Toulson | 10 m toren synchroon    | n.v.t. | n.v.t. | n.v.t.       | n.v.t.       | 304,38         | Brons          |

### Skateboarden
Mannen
| atleet         | onderdeel | kwalificaties | kwalificaties | finale         | finale         |
| atleet         | onderdeel | punten        | rang          | punten         | rang           |
| -------------- | --------- | ------------- | ------------- | -------------- | -------------- |
| Andy Macdonald | park      | 77,66         | 18            | niet geplaatst | niet geplaatst |

Vrouwen
| atleet        | onderdeel | kwalificaties | kwalificaties | finale         | finale         |
| atleet        | onderdeel | punten        | rang          | punten         | rang           |
| ------------- | --------- | ------------- | ------------- | -------------- | -------------- |
| Sky Brown     | park      | 84,75         | 4 Q           | 92,31          | Brons          |
| Lola Tambling | park      | 73,85         | 15            | niet geplaatst | niet geplaatst |

### Synchroonzwemmen
| atlete                        | onderdeel | technische routine | technische routine | vrije routine | vrije routine             | vrije routine | acrobatische routine | acrobatische routine                    | acrobatische routine |
| atlete                        | onderdeel | punten             | rang               | punten        | totaal (technisch + vrij) | rang          | punten               | totaal (technisch + vrij + acrobatisch) | rang                 |
| ----------------------------- | --------- | ------------------ | ------------------ | ------------- | ------------------------- | ------------- | -------------------- | --------------------------------------- | -------------------- |
| Kate Shortman Isabelle Thorpe | duet      | 264,0282           | 4                  | 294,5085      | 558,5367                  | Zilver        | n.v.t.               | n.v.t.                                  | n.v.t.               |

### Taekwondo
Mannen
| atleet           | onderdeel | kwalificatie         | eerste ronde         | kwartfinale                | halve finale            | herkansing           | finale / BM             | finale / BM |
| atleet           | onderdeel | tegenstander uitslag | tegenstander uitslag | tegenstander uitslag       | tegenstander uitslag    | tegenstander uitslag | tegenstander uitslag    | rang        |
| ---------------- | --------- | -------------------- | -------------------- | -------------------------- | ----------------------- | -------------------- | ----------------------- | ----------- |
| Bradly Sinden    | -68 kg    | n.v.t.               | Kassman W 12-0, 15-3 | Golubić W 8-6, 9-11, 18-10 | Kareem V 2-1, 2-4, 2-10 | bye                  | Liang Y V terugtrekking | =5          |
| Caden Cunningham | +80 kg    | n.v.t.               | Issoufou W 6-5, 0-0  | Alba W 0-0, 0-4, 4-2       | Cissé W 11-6, 5-7, 5-5  | bye                  | Salimi V 6-3, 1-9, 3-6  | Zilver      |

Vrouwen
| atleet          | onderdeel | kwalificatie         | eerste ronde           | kwartfinale          | halve finale         | herkansing           | finale / BM          | finale / BM    |
| atleet          | onderdeel | tegenstander uitslag | tegenstander uitslag   | tegenstander uitslag | tegenstander uitslag | tegenstander uitslag | tegenstander uitslag | rang           |
| --------------- | --------- | -------------------- | ---------------------- | -------------------- | -------------------- | -------------------- | -------------------- | -------------- |
| Jade Jones      | -57 kg    | n.v.t.               | Reljiḱ V 6-7, 5-4, 1-1 | niet geplaatst       | niet geplaatst       | niet geplaatst       | niet geplaatst       | niet geplaatst |
| Rebecca McGowan | +67 kg    | n.v.t.               | Traill W 13-0, 13-0    | Osipova V 6-14, 2-14 | bye                  | Bathily W 1-0, 2-0   | Kuş V 9-7, 2-4, 2-6  | =5             |

### Tafeltennis
Mannen
| atleet         | onderdeel | voorronde            | eerste ronde         | tweede ronde         | derde ronde          | kwartfinale          | halve finale         | finale / BM          | finale / BM    |
| atleet         | onderdeel | tegenstander uitslag | tegenstander uitslag | tegenstander uitslag | tegenstander uitslag | tegenstander uitslag | tegenstander uitslag | tegenstander uitslag | rang           |
| -------------- | --------- | -------------------- | -------------------- | -------------------- | -------------------- | -------------------- | -------------------- | -------------------- | -------------- |
| Liam Pitchford | enkelspel | bye                  | Wu W 4 - 0           | Jorgić V 2 - 4       | niet geplaatst       | niet geplaatst       | niet geplaatst       | niet geplaatst       | niet geplaatst |

Vrouwen
| atleet      | onderdeel | voorronde            | eerste ronde         | tweede ronde         | derde ronde          | kwartfinale          | halve finale         | finale / BM          | finale / BM    |
| atleet      | onderdeel | tegenstander uitslag | tegenstander uitslag | tegenstander uitslag | tegenstander uitslag | tegenstander uitslag | tegenstander uitslag | tegenstander uitslag | rang           |
| ----------- | --------- | -------------------- | -------------------- | -------------------- | -------------------- | -------------------- | -------------------- | -------------------- | -------------- |
| Anna Hursey | enkelspel | bye                  | Batra V 1 - 4        | niet geplaatst       | niet geplaatst       | niet geplaatst       | niet geplaatst       | niet geplaatst       | niet geplaatst |

### Tennis
Mannen
| atlete                     | onderdeel  | eerste ronde             | tweede ronde                               | derde ronde                              | kwartfinale             | halve finale         | finale / BM          | finale / BM    |
| atlete                     | onderdeel  | tegenstander uitslag     | tegenstander uitslag                       | tegenstander uitslag                     | tegenstander uitslag    | tegenstander uitslag | tegenstander uitslag | rang           |
| -------------------------- | ---------- | ------------------------ | ------------------------------------------ | ---------------------------------------- | ----------------------- | -------------------- | -------------------- | -------------- |
| Jack Draper                | enkelspel  | Nishikori W 6-1, 6-4     | Fritz V 7-6, 3-6, 2-6                      | niet geplaatst                           | niet geplaatst          | niet geplaatst       | niet geplaatst       | niet geplaatst |
| Dan Evans                  | enkelspel  | Echargui W 6-2, 4-6, 6-2 | Tsitsipas V 1-6, 2-6                       | niet geplaatst                           | niet geplaatst          | niet geplaatst       | niet geplaatst       | niet geplaatst |
| Joe Salisbury Neal Skupski | dubbelspel | n.v.t.                   | Macháč - Pavlásek V 6-4, 3-6, [8-10]       | niet geplaatst                           | niet geplaatst          | niet geplaatst       | niet geplaatst       | niet geplaatst |
| Andy Murray Dan Evans      | dubbelspel | n.v.t.                   | Daniel - Nishikori W 2-6, 7-6[7-5], [11-9] | Gillé - Vliegen W 6-3, 6-7[8-10], [11-9] | Fritz - Paul V 2-6, 4-6 | niet geplaatst       | niet geplaatst       | niet geplaatst |

Vrouwen
| atlete                       | onderdeel  | eerste ronde           | tweede ronde                  | derde ronde                      | kwartfinale                 | halve finale         | finale / BM          | finale / BM    |
| atlete                       | onderdeel  | tegenstander uitslag   | tegenstander uitslag          | tegenstander uitslag             | tegenstander uitslag        | tegenstander uitslag | tegenstander uitslag | rang           |
| ---------------------------- | ---------- | ---------------------- | ----------------------------- | -------------------------------- | --------------------------- | -------------------- | -------------------- | -------------- |
| Katie Boulter                | enkelspel  | Schmiedlová V 4-6, 2-6 | niet geplaatst                | niet geplaatst                   | niet geplaatst              | niet geplaatst       | niet geplaatst       | niet geplaatst |
| Katie Boulter Heather Watson | dubbelspel | n.v.t.                 | Kerber - Siegemund W 6-2, 6-3 | Haddad Maia - Stefani W 6-3, 6-4 | Errani - Paolini V 3-6, 1-6 | niet geplaatst       | niet geplaatst       | niet geplaatst |

Gemengd
| atleten                      | onderdeel  | eerste ronde                                   | kwartfinale          | halve finale         | finale / BM          | finale / BM    |
| atleten                      | onderdeel  | tegenstander uitslag                           | tegenstander uitslag | tegenstander uitslag | tegenstander uitslag | rang           |
| ---------------------------- | ---------- | ---------------------------------------------- | -------------------- | -------------------- | -------------------- | -------------- |
| Joe Salisbury Heather Watson | dubbelspel | Dabrowski - Auger-Aliassima V 5-7, 6-4, [3-10] | niet geplaatst       | niet geplaatst       | niet geplaatst       | niet geplaatst |

### Triatlon
Individueel
| Atleet               | Evenement | Zwemmen(1.5 km) | Rang 1 | Fietsen (40 km) | Rang 2 | Lopen(10 km) | Totaal Tijd | Ranking |
| -------------------- | --------- | --------------- | ------ | --------------- | ------ | ------------ | ----------- | ------- |
| Sam Dickinson        | Mannen    | 20.52           | 21     | 51.43           | 1      | DNF          | DNF         | DNF     |
| Alex Yee             | Mannen    | 20.37           | 18     | 51.57           | 16     | 29.47        | 1.43.33     | Goud    |
| Beth Potter          | Vrouwen   | 22.25           | 5      | 58.26           | 6      | 32.59        | 1.55.10     | Brons   |
| Georgia Taylor-Brown | Vrouwen   | 22.41           | 10     | 58.12           | 9      | 34.20        | 1.56.35     | 6       |
| Kate Waugh           | Vrouwen   | 24.17           | 38     | 57.39           | 15     | 34.33        | 1.57.48     | 15      |

Gemengd
| Atleet               | Evenement   | Zwemmen (250 m) | Rang 1 | Fietsen (7 km) | Rang 2 | Lopen (1.5 km) | Rang 3 | Totaal Groeps tijd | Ranking |
| -------------------- | ----------- | --------------- | ------ | -------------- | ------ | -------------- | ------ | ------------------ | ------- |
| Alex Yee             | Mixed relay | 4.13            | 8      | 9.36           | 4      | 4.44           | 1      | 20.03              | n.v.t.  |
| Georgia Taylor-Brown | Mixed relay | 4.54            | 1      | 10.40          | 1      | 5.38           | 2      | 22.45              | n.v.t.  |
| Sam Dickinson        | Mixed relay | 4.22            | 1      | 9.33           | 1      | 4.58           | 1      | 20.18              | n.v.t.  |
| Beth Potter          | Mixed relay | 4.53            | 1      | 10.31          | 3      | 5.39           | 3      | 22.34              | n.v.t.  |
| Totaal               | Mixed relay | n.v.t.          | n.v.t. | n.v.t.         | n.v.t. | n.v.t.         | n.v.t. | 1.25.40            | Brons   |

### Voetbal
Het Engelse mannenteam won het UEFA Europees Onder-21 Kampioenschap van 2023 waarmee het zich kwalificeerde voor de Spelen. Omdat er echter geen beslissing kon worden genomen tussen de vier thuislanden (Engeland, Schotland, Wales en Noord-Ierland) - vanwege zorgen over het spelen in toekomstige competities - werd er geen team gestuurd en werd hun plaats herverdeeld naar Oekraïne.

### Wielersport

#### Baanwielrennen
Keirin
| atleet          | onderdeel        | ronde 1 | herkansing | kwartfinale | halve finale | finale |
| atleet          | onderdeel        | rang    | rang       | rang        | rang         | rang   |
| --------------- | ---------------- | ------- | ---------- | ----------- | ------------ | ------ |
| Jack Carlin     | keirin (mannen)  | 2 Q     | bye        | 1 Q         | 1 Q          | =4     |
| Hamish Turnbull | keirin (mannen)  | 4 H     | 1 Q        | 2 Q         | DNF FB       | 11     |
| Emma Finucane   | keirin (vrouwen) | 1 Q     | bye        | 2 Q         | 3 Q          | Brons  |
| Katy Marchant   | keirin (vrouwen) | 3 H     | 2 Q        | 3 Q         | 2 Q          | 4      |

Koppelkoers
| atleet                   | onderdeel             | punten | rondes | rang   |
| ------------------------ | --------------------- | ------ | ------ | ------ |
| Mark Stewart Oliver Wood | koppelkoers (mannen)  | -9     | -1     | 9      |
| Elinor Barker Neah Evans | koppelkoers (vrouwen) | 31     | 0      | Zilver |

Omnium
| atleet       | onderdeel        | scratchrace | scratchrace | temporace | temporace | afvalrace | afvalrace | puntenrace | puntenrace | totaal punten | rang |
| atleet       | onderdeel        | rang        | punten      | rang      | punten    | rang      | punten    | rang       | punten     | totaal punten | rang |
| ------------ | ---------------- | ----------- | ----------- | --------- | --------- | --------- | --------- | ---------- | ---------- | ------------- | ---- |
| Ethan Hayter | omnium (mannen)  | 6           | 30          | 12        | 18        | 1         | 40        | 8          | 9          | 97            | 8    |
| Neah Evans   | omnium (vrouwen) | 22          | 1           | 18        | 6         | 17        | 8         | 15         | 37         | 52            | 15   |

Ploegenachtervolging
| atleet                                                               | onderdeel                      | kwalificatie | kwalificatie | halve finale                | halve finale | finale               | finale |
| atleet                                                               | onderdeel                      | tijd         | rang         | tegenstander uitslag        | rang         | tegenstander uitslag | rang   |
| -------------------------------------------------------------------- | ------------------------------ | ------------ | ------------ | --------------------------- | ------------ | -------------------- | ------ |
| Daniel Bigham Ethan Hayter Charlie Tanfield Ethan Vernon Oliver Wood | ploegenachtervolging (mannen)  | 3.43,241     | 2 Q          | Denemarken W 3.42,151 NR    | 1 Q          | Australië V 3.44,394 | Zilver |
| Elinor Barker Neah Evans Josie Knight Anna Morris Jessica Roberts    | ploegenachtervolging (vrouwen) | 4.06,710 NR  | 3 Q          | Verenigde Staten V 4.04,908 | 2 FB         | Italië W 4.06,382    | Brons  |

Reserve mannen: Mark Stewart
Reserve vrouwen: Megan Barker
Sprint
| atleet          | onderdeel        | kwalificaties | kwalificaties | ronde 1              | herkansing 1         | ronde 2               | herkansing 2         | ronde 3              | herkansing 3         | kwartfinale          | halve finale         | finale/BM                     | finale/BM |
| atleet          | onderdeel        | tijd          | rang          | tegenstander uitslag | tegenstander uitslag | tegenstander uitslag  | tegenstander uitslag | tegenstander uitslag | tegenstander uitslag | tegenstander uitslag | tegenstander uitslag | tegenstander uitslag          | rang      |
| --------------- | ---------------- | ------------- | ------------- | -------------------- | -------------------- | --------------------- | -------------------- | -------------------- | -------------------- | -------------------- | -------------------- | ----------------------------- | --------- |
| Jack Carlin     | sprint (mannen)  | 9,247         | 5 Q           | Rorke W 9,959        | bye                  | Ortega W 9,831        | bye                  | Paul W 9,961         | bye                  | Ota W 2 - 1          | Laveysen V 0 - 2     | Hoogland W 2 - 1              | Brons     |
| Hamish Turnbull | sprint (mannen)  | 9,346         | 7 Q           | Zhou Y W 9,959       | bye                  | Awang V 9,900         | Lendel W 10,067      | Jakovlev W 9,740     | bye                  | Hoogland V 1 - 2     | niet geplaatst       | wedstrijd plaats 5-8 REL      | =7        |
| Sophie Capewell | sprint (vrouwen) | 10,132        | 4 Q           | Mohd Asri W 10,886   | bye                  | Gaxiola W 10,810      | bye                  | Fulton W 10,881      | bye                  | van de Wouw V 0 - 2  | niet geplaatst       | wedstrijd plaats 5-8 W 10,780 | 5         |
| Emma Finucane   | sprint (vrouwen) | 10,067        | 2 Q           | Karwacka W 11,172    | bye                  | van der Peet W 11,203 | bye                  | Clonan W 10,549      | bye                  | Bayona W 2 - 0       | Andrews V 0 - 2      | van de Wouw W 2 - 0           | Brons     |

Teamsprint
| atleet                                      | onderdeel            | kwalificatie | kwalificatie | halve finale          | halve finale | finale                    | finale |
| atleet                                      | onderdeel            | tijd         | rang         | tegenstander tijd     | rang         | tegenstander tijd         | rang   |
| ------------------------------------------- | -------------------- | ------------ | ------------ | --------------------- | ------------ | ------------------------- | ------ |
| Jack Carlin Ed Lowe Hamish Turnbull         | teamsprint (mannen)  | 41,862       | 2 Q          | Duitsland W 41,819 NR | 1 Q          | Nederland V 41,814 NR     | Zilver |
| Sophie Capewell Emma Finucane Katy Marchant | teamsprint (vrouwen) | 45,472 WR    | 1 Q          | Canada W 45,338 WR    | 1 Q          | Nieuw-Zeeland W 45,186 WR | Goud   |

Reserve mannen: Joseph Truman
Reserve vrouwen: Lowri Thomas

#### BMX
Freestyle
| atleet                | onderdeel           | plaatsingsronde | plaatsingsronde | plaatsingsronde | plaatsingsronde | finale         | finale         | finale         | finale         |
| atleet                | onderdeel           | run 1           | run 2           | gemiddelde      | rang            | run 1          | run 2          | beste          | rang           |
| --------------------- | ------------------- | --------------- | --------------- | --------------- | --------------- | -------------- | -------------- | -------------- | -------------- |
| Kieran Reilly         | freestyle (mannen)  | 91,68           | 90,75           | 91,21           | 1 Q             | 93,70          | 93,91          | 93,91          | Zilver         |
| Charlotte Worthington | freestyle (vrouwen) | 79,20           | 78,82           | 79,01           | 11              | niet geplaatst | niet geplaatst | niet geplaatst | niet geplaatst |

Race
| atleet        | onderdeel      | kwartfinale | kwartfinale | last chance run | last chance run | halve finale | halve finale | finale         | finale         |
| atleet        | onderdeel      | punten      | rang        | punten          | totaal          | punten       | rang         | uitslag        | rang           |
| ------------- | -------------- | ----------- | ----------- | --------------- | --------------- | ------------ | ------------ | -------------- | -------------- |
| Kye Whyte     | race (mannen)  | 12          | 10 Q        | bye             | bye             | DNF          | 15           | niet geplaatst | niet geplaatst |
| Beth Shriever | race (vrouwen) | 3           | 2 Q         | bye             | bye             | 3            | 2 Q          | 36,496         | 8              |

#### Mountainbiken
Mannen
| atleet              | onderdeel               | tijd    | rang    |
| ------------------- | ----------------------- | ------- | ------- |
| Charlie Aldridge    | cross-country (mannen)  | 1:28:32 | 8       |
| Tom Pidcock         | cross-country (mannen)  | 1:26:22 | 1 [ 7 ] |
| Ella Maclean-Howell | cross-country (vrouwen) | 1:36:26 | 23      |
| Evie Richards       | cross-country (vrouwen) | 1:29:29 | 5       |

#### Wegwielrennen
Mannen
| atleet           | onderdeel    | tijd     | rang |
| ---------------- | ------------ | -------- | ---- |
| Josh Tarling     | tijdrit      | 36.39,95 | 4    |
| Josh Tarling     | wegwedstrijd | 6.26.57  | 47   |
| Tom Pidcock      | wegwedstrijd | 6.21.24  | 13   |
| Stephen Williams | wegwedstrijd | 6.23.16  | 31   |
| Fred Wright      | wegwedstrijd | 6.26.57  | 43   |

Vrouwen
| atleet          | onderdeel    | tijd     | rang   |
| --------------- | ------------ | -------- | ------ |
| Anna Henderson  | tijdrit      | 41.09,83 | Zilver |
| Anna Henderson  | wegwedstrijd | 4.02.57  | 13     |
| Lizzie Deignan  | wegwedstrijd | 4.02.57  | 12     |
| Pfeiffer Georgi | wegwedstrijd | 4.00.44  | 5      |
| Anna Morris     | wegwedstrijd | DNS      | DNS    |

### Zeilen
Mannen
| atleet            | onderdeel    | voorrondes | voorrondes | voorrondes | voorrondes | voorrondes | voorrondes | voorrondes | voorrondes  | voorrondes  | voorrondes  | voorrondes  | voorrondes  | voorrondes  | voorrondes  | voorrondes  | voorrondes  | voorrondes  | voorrondes  | voorrondes  | voorrondes  | voorrondes | voorrondes | kwartfinale | halve finale(s) | halve finale(s) | halve finale(s) | halve finale(s) | halve finale(s) | halve finale(s) | halve finale(s) | halve finale(s) | finales(s)     | finales(s)     | finales(s)     | finales(s)     | finales(s)     | finales(s)     | finales(s)     | rang |
| atleet            | onderdeel    | 1          | 2          | 3          | 4          | 5          | 6          | 7          | 8           | 9           | 10          | 11          | 12          | 13          | 14          | 15          | 16          | 17          | 18          | 19          | 20          | tot.       | rang       | kwartfinale | 1               | 2               | 3               | 4               | 5               | 6               | tot.            | rang            | 1              | 2              | 3              | 4              | 5              | 6              | tot.           | rang |
| ----------------- | ------------ | ---------- | ---------- | ---------- | ---------- | ---------- | ---------- | ---------- | ----------- | ----------- | ----------- | ----------- | ----------- | ----------- | ----------- | ----------- | ----------- | ----------- | ----------- | ----------- | ----------- | ---------- | ---------- | ----------- | --------------- | --------------- | --------------- | --------------- | --------------- | --------------- | --------------- | --------------- | -------------- | -------------- | -------------- | -------------- | -------------- | -------------- | -------------- | ---- |
| Connor Bainbridge | Formula kite | 4          | 8          | 3          | 7          | 7          | 11         | 11         | geannuleerd | geannuleerd | geannuleerd | geannuleerd | geannuleerd | geannuleerd | geannuleerd | geannuleerd | geannuleerd | n.v.t.      | n.v.t.      | n.v.t.      | n.v.t.      | 29         | 8 Q        | n.v.t.      | 3               | geannuleerd     | geannuleerd     | geannuleerd     | geannuleerd     | geannuleerd     | 3               | 3               | niet geplaatst | niet geplaatst | niet geplaatst | niet geplaatst | niet geplaatst | niet geplaatst | niet geplaatst | 8    |
| Sam Sills         | IQFoil       | 21         | 6          | 9          | 7          | 16         | 6          | 7          | 9           | 4           | 15          | 7           | 6           | 12          | geannuleerd | geannuleerd | geannuleerd | geannuleerd | geannuleerd | geannuleerd | geannuleerd | 88         | 8 Q        | 2 Q         | n.v.t.          | n.v.t.          | n.v.t.          | n.v.t.          | n.v.t.          | n.v.t.          | n.v.t.          | 4               | n.v.t.         | n.v.t.         | n.v.t.         | n.v.t.         | n.v.t.         | n.v.t.         | NG             | 5    |

| atleet                     | onderdeel | race | race | race | race | race | race | race | race | race        | race        | race   | race   | race | netto punten | eindnotering |
| atleet                     | onderdeel | 1    | 2    | 3    | 4    | 5    | 6    | 7    | 8    | 9           | 10          | 11     | 12     | M    | netto punten | eindnotering |
| -------------------------- | --------- | ---- | ---- | ---- | ---- | ---- | ---- | ---- | ---- | ----------- | ----------- | ------ | ------ | ---- | ------------ | ------------ |
| James Peters Fynn Sterritt | 49er      | 18   | 11   | 13   | 6    | 5    | 4    | 5    | 11   | 1           | 19          | 6      | 5      | 14   | 99           | 7            |
| Michael Beckett            | ILCA 7    | 19   | 9    | 15   | 8    | 4    | 4    | BFD  | 8    | geannuleerd | geannuleerd | n.v.t. | n.v.t. | 20   | 87           | 6            |

Vrouwen
| atleet         | onderdeel    | voorrondes | voorrondes | voorrondes | voorrondes | voorrondes | voorrondes | voorrondes  | voorrondes  | voorrondes  | voorrondes  | voorrondes  | voorrondes  | voorrondes  | voorrondes  | voorrondes  | voorrondes  | voorrondes  | voorrondes  | voorrondes  | voorrondes  | voorrondes | voorrondes | kwartfinale | halve finale(s) | halve finale(s) | halve finale(s) | halve finale(s) | halve finale(s) | halve finale(s) | halve finale(s) | halve finale(s) | finales(s) | finales(s) | finales(s)  | finales(s)  | finales(s)  | finales(s)  | finales(s) | rang  |
| atleet         | onderdeel    | 1          | 2          | 3          | 4          | 5          | 6          | 7           | 8           | 9           | 10          | 11          | 12          | 13          | 14          | 15          | 16          | 17          | 18          | 19          | 20          | tot.       | rang       | kwartfinale | 1               | 2               | 3               | 4               | 5               | 6               | tot.            | rang            | 1          | 2          | 3           | 4           | 5           | 6           | tot.       | rang  |
| -------------- | ------------ | ---------- | ---------- | ---------- | ---------- | ---------- | ---------- | ----------- | ----------- | ----------- | ----------- | ----------- | ----------- | ----------- | ----------- | ----------- | ----------- | ----------- | ----------- | ----------- | ----------- | ---------- | ---------- | ----------- | --------------- | --------------- | --------------- | --------------- | --------------- | --------------- | --------------- | --------------- | ---------- | ---------- | ----------- | ----------- | ----------- | ----------- | ---------- | ----- |
| Ellie Aldridge | Formula Kite | 1          | 2          | 2          | 3          | 4          | 21         | geannuleerd | geannuleerd | geannuleerd | geannuleerd | geannuleerd | geannuleerd | geannuleerd | geannuleerd | geannuleerd | geannuleerd | n.v.t.      | n.v.t.      | n.v.t.      | n.v.t.      | 12         | 2 F        | n.v.t.      | bye             | bye             | bye             | bye             | bye             | bye             | bye             | bye             | 1          | 1          | geannuleerd | geannuleerd | geannuleerd | geannuleerd | 2          | Goud  |
| Emma Wilson    | IQFoil       | 1          | 2          | 1          | 2          | 17         | 1          | 1           | 1           | 1           | 3           | 1           | 1           | 3           | 3           | geannuleerd | geannuleerd | geannuleerd | geannuleerd | geannuleerd | geannuleerd | 18         | 1 F        | bye         | n.v.t.          | n.v.t.          | n.v.t.          | n.v.t.          | n.v.t.          | n.v.t.          | n.v.t.          | bye             | n.v.t.     | n.v.t.     | n.v.t.      | n.v.t.      | n.v.t.      | n.v.t.      | 3          | Brons |

| atlete                   | onderdeel | race | race | race | race | race | race | race | race | race | race        | race   | race   | race           | netto punten | eindnotering |
| atlete                   | onderdeel | 1    | 2    | 3    | 4    | 5    | 6    | 7    | 8    | 9    | 10          | 11     | 12     | M              | netto punten | eindnotering |
| ------------------------ | --------- | ---- | ---- | ---- | ---- | ---- | ---- | ---- | ---- | ---- | ----------- | ------ | ------ | -------------- | ------------ | ------------ |
| Freya Black Saskia Tidey | 49erFX    | 9    | 16   | 8    | UFD  | 14   | 19   | 9    | 14   | 3    | 9           | 15     | 4      | niet geplaatst | 120          | 16           |
| Hannah Snellgrove        | ILCA 6    | 17   | 20   | 6    | 1    | 1    | 14   | 20   | 29   | 32   | geannuleerd | n.v.t. | n.v.t. | niet geplaatst | 108          | 12           |

Gemengd
| atlete                     | onderdeel | race | race | race | race | race | race | race | race | race        | race        | race   | race   | race           | netto punten | eindnotering |
| atlete                     | onderdeel | 1    | 2    | 3    | 4    | 5    | 6    | 7    | 8    | 9           | 10          | 11     | 12     | M              | netto punten | eindnotering |
| -------------------------- | --------- | ---- | ---- | ---- | ---- | ---- | ---- | ---- | ---- | ----------- | ----------- | ------ | ------ | -------------- | ------------ | ------------ |
| Chris Grube Vita Heathcote | 470       | 2    | 16   | 8    | 5    | 12   | UFD  | 15   | 7    | geannuleerd | geannuleerd | n.v.t. | n.v.t. | niet geplaatst | 65           | 11           |
| John Gimson Anna Burnet    | nacra 17  | 8    | 4    | 6    | 3    | 4    | 9    | 4    | 5    | 4           | 5           | 1      | 3      | 22 DSQ         | 69           | 4            |

### Zwemmen
Mannen
| atleet                                                             | onderdeel          | series   | series | halve finale   | halve finale   | finale         | finale         |
| atleet                                                             | onderdeel          | tijd     | rang   | tijd           | rang           | tijd           | ang            |
| ------------------------------------------------------------------ | ------------------ | -------- | ------ | -------------- | -------------- | -------------- | -------------- |
| Alexander Cohoon                                                   | 50 m vrije slag    | 22,31    | 33     | niet geplaatst | niet geplaatst | niet geplaatst | niet geplaatst |
| Benjamin Proud                                                     | 50 m vrije slag    | 21,70    | 5 Q    | 21,38          | 1 Q            | 21,30          | Zilver         |
| Jacob Whittle                                                      | 100 m vrije slag   | 48,47    | 18     | niet geplaatst | niet geplaatst | niet geplaatst | niet geplaatst |
| Matthew Richards                                                   | 100 m vrije slag   | 48,40    | 13 Q   | 48,09          | 12             | niet geplaatst | niet geplaatst |
| Matthew Richards                                                   | 200 m vrije slag   | 1.46,19  | 6 Q    | 1.45,63        | 7 Q            | 1.44,74        | Zilver         |
| Duncan Scott                                                       | 200 m vrije slag   | 1.46,34  | 11 Q   | 1.44,94        | 2 Q            | 1.44,87        | 4              |
| Duncan Scott                                                       | 200 m wisselslag   | 1.55,77  | 2 Q    | 1.56,49        | 3 Q            | 1.55,31        | Zilver         |
| Tom Dean                                                           | 200 m wisselslag   | 1.58,30  | =7     | 1.56,92        | 6 Q            | 1.56,46        | 5              |
| Kieran Bird                                                        | 400 m vrije slag   | 3.47,54  | 16     | n.v.t.         | n.v.t.         | niet geplaatst | niet geplaatst |
| Daniel Jervis                                                      | 1500 m vrije slag  | 15.03,75 | 15     | n.v.t.         | n.v.t.         | niet geplaatst | niet geplaatst |
| Jonathon Marshall                                                  | 100 m rugslag      | 53,93    | 16 Q   | 53,46          | 14             | niet geplaatst | niet geplaatst |
| Oliver Morgan                                                      | 100 m rugslag      | 53,44    | 11 Q   | 52,85          | 7 Q            | 52,84          | 8              |
| Oliver Morgan                                                      | 200 m rugslag      | 1.57,56  | 12 Q   | 1.57,28        | 12             | niet geplaatst | niet geplaatst |
| Luke Greenbank                                                     | 200 m rugslag      | DSQ      | DSQ    | niet geplaatst | niet geplaatst | niet geplaatst | niet geplaatst |
| Adam Peaty                                                         | 100 m schoolslag   | 59,18    | 2 Q    | 58,86          | 1 Q            | 59,05          | Zilver         |
| James Wilby                                                        | 100 m schoolslag   | 59,40    | 6 Q    | 59,49          | 11             | niet geplaatst | niet geplaatst |
| James Guy                                                          | 100 m vlinderslag  | 52,23    | 23     | niet geplaatst | niet geplaatst | niet geplaatst | niet geplaatst |
| Max Litchfield                                                     | 400 m wisselslag   | 4.09,51  | 2 Q    | n.v.t.         | n.v.t.         | 4.08,85 NR     | 4              |
| Matt Richards Duncan Scott Tom Dean Alexander Cohoon Jacob Whittle | 4x100 m vrije slag | 3.12,49  | 3 Q    | n.v.t.         | n.v.t.         | 3.11,61        | 5              |
| Matt Richards Duncan Scott Tom Dean James Guy Jack McMillan        | 4x200 m vrije slag | 7.05,11  | 1 Q    | n.v.t.         | n.v.t.         | 6.59,23        | Goud           |
| Oliver Morgan Adam Peaty Joe Litchfield Matt Richards              | 4x100 m wisselslag | 3.32,13  | 5 Q    | n.v.t.         | n.v.t.         | 3.29,60        | 4              |
| Hector Pardoe                                                      | 10km open water    | n.v.t.   | n.v.t. | n.v.t.         | n.v.t.         | 1.51.50,8      | 6              |
| Tobias Robinson                                                    | 10km open water    | n.v.t.   | n.v.t. | n.v.t.         | n.v.t.         | 1.56.43,0      | 14             |

Vrouwen
| atleet                                                     | onderdeel          | series  | series | halve finale   | halve finale   | finale         | finale         |
| atleet                                                     | onderdeel          | tijd    | rang   | tijd           | rang           | tijd           | rang           |
| ---------------------------------------------------------- | ------------------ | ------- | ------ | -------------- | -------------- | -------------- | -------------- |
| Anna Hopkin                                                | 50 m vrije slag    | 24,72   | 15 Q   | 24,50          | 10             | niet geplaatst | niet geplaatst |
| Anna Hopkin                                                | 100 m vrije slag   | 53,67   | 10 Q   | 53,74          | 11             | niet geplaatst | niet geplaatst |
| Kathleen Dawson                                            | 100 m rugslag      | 1.00,69 | 18     | niet geplaatst | niet geplaatst | niet geplaatst | niet geplaatst |
| Medi Harris                                                | 100 m rugslag      | 1.00,85 | 19     | niet geplaatst | niet geplaatst | niet geplaatst | niet geplaatst |
| Honey Osrin                                                | 200 m rugslag      | 2.09,57 | 5 Q    | 2.07,84        | 3 Q            | 2.08,16        | 7              |
| Katie Shanahan                                             | 200 m rugslag      | 2.09,92 | 11 Q   | 2.08,52        | 7 Q            | 2.07,53        | 5              |
| Katie Shanahan                                             | 400 m wisselslag   | 4.40,40 | 8 Q    | n.v.t.         | n.v.t.         | 4.40,17        | 7              |
| Freya Colbert                                              | 400 m wisselslag   | 4.37,62 | 4 Q    | n.v.t.         | n.v.t.         | 4.35,67        | 4              |
| Freya Colbert                                              | 200 m wisselslag   | 2.12,88 | =18    | niet geplaatst | niet geplaatst | niet geplaatst | niet geplaatst |
| Abbie Wood                                                 | 200 m wisselslag   | 2.10,95 | 7 Q    | 2.09,64        | 4 Q            | 2.09,51        | 5              |
| Angharad Evans                                             | 100 m schoolslag   | 1.06,38 | 12 Q   | 1.05,99        | 6 Q            | 1.05,85        | 6              |
| Keanna Macinnes                                            | 100 m vlinderslag  | 57,90   | 16 Q   | 58,11          | 16             | niet geplaatst | niet geplaatst |
| Keanna Macinnes                                            | 200 m vlinderslag  | 2.08,64 | 7 Q    | 2.08,04        | 9              | niet geplaatst | niet geplaatst |
| Laura Stephens                                             | 200 m vlinderslag  | 2.10,46 | 14 Q   | 2.07,53        | 8 Q            | 2.08,82        | 8              |
| Freya Colbert Freya Anderson Eva Okaro Anna Hopkin         | 4x100 m vrije slag | 3.36,13 | 7 Q    | n.v.t.         | n.v.t.         | 3.35,25        | 7              |
| Freya Colbert Abbie Wood Medi Harris Lucy Hope Medi Harris | 4x200 m vrije slag | 7.53,49 | 7 Q    | n.v.t.         | n.v.t.         | 7.48,23        | 5              |
| Kathleen Dawson Angharad Evans Keanna Macinnes Anna Hopkin | 4x100 m wisselslag | 3.58,34 | 10     | n.v.t.         | n.v.t.         | niet geplaatst | niet geplaatst |
| Leah Crisp                                                 | 10km open water    | n.v.t.  | n.v.t. | n.v.t.         | n.v.t.         | 2.07.46,7      | 20             |

Gemengd
| atleet                                                                 | onderdeel          | series  | series | halve finale | halve finale | finale  | finale |
| atleet                                                                 | onderdeel          | tijd    | rang   | tijd         | rang         | tijd    | rang   |
| ---------------------------------------------------------------------- | ------------------ | ------- | ------ | ------------ | ------------ | ------- | ------ |
| Kathleen Dawson James Wilby Duncan Scott Anna Hopkin Joe Litchfield[a] | 4x100 m wisselslag | 3.43,73 | 5 Q    | n.v.t.       | n.v.t.       | 3.44,31 | 7      |

[a]Zwom niet mee in de finale